# Marienkirche (Husum)

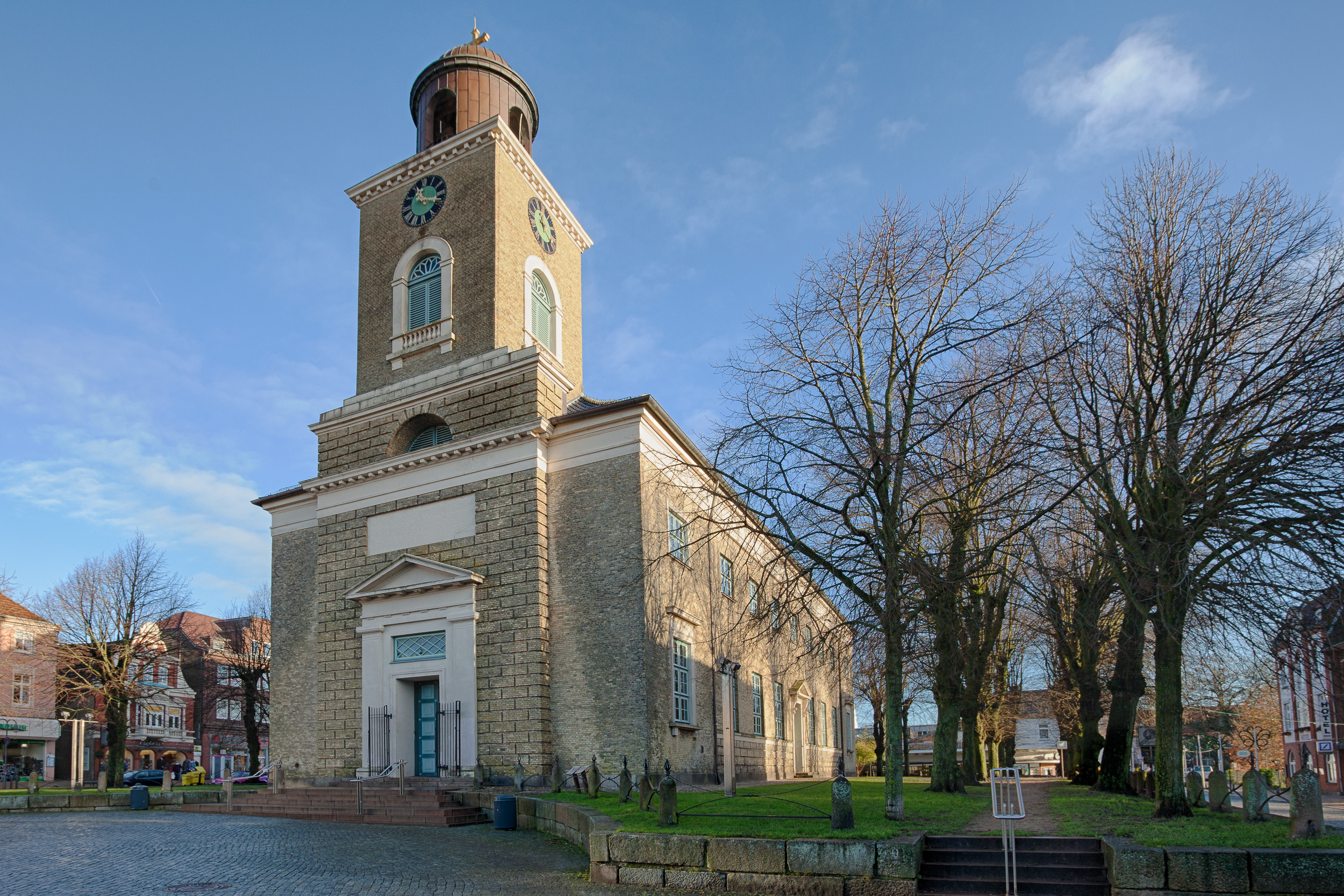
Marienkirche, Husum, 1833, Ansicht vom Marktplatz aus mit Westfassade und Turm

Die evangelisch-lutherische Marienkirche in Husum, erbaut von 1829 bis 1833 nach Entwürfen des dänischen Staatsbaumeisters Christian Frederik Hansen, gilt als eines der Hauptwerke des Klassizismus in Schleswig-Holstein.

## Vorgängerbau

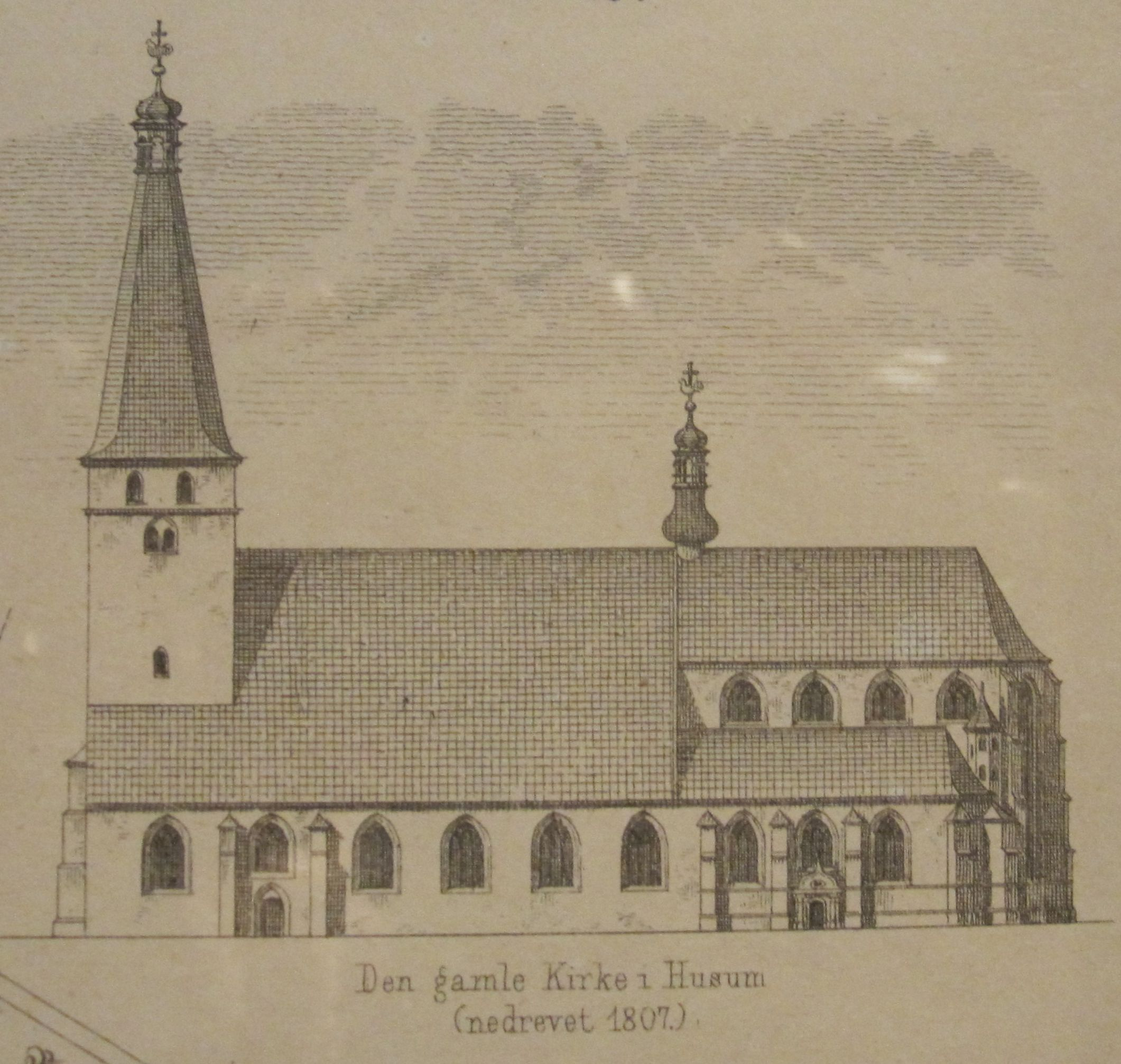
Gotische Marienkirche, 1807 abgebrochen

Husum war bis zum 14. Jahrhundert ein unbedeutendes Dorf im Kirchspiel Mildstedt. Nach den Landverlusten der Großen Mandränke 1362 lag der Ort direkt am Meer und nahm langsam an Größe und Bedeutung zu. 1431 erhielt der Flecken das Recht auf eine eigene Kapelle. Doch gehörte die 1436 fertiggestellte Heilig-Kreuz-Kapelle anfangs noch zum Kirchspiel Mildstedt und wurde erst 1448 selbständige Pfarrkirche mit dem Patrozinium der Gottesmutter Maria. Nach mehreren Ausbauten und Erweiterungen, vor allem durch den Anbau des gotischen Chores, der 1510 fertiggestellt war, war die Marienkirche einer der größten Sakralbauten des Landes. Der Herzog und spätere König Friedrich I. ließ auf seine Kosten den „fürtrefl.“ Turm errichten. Die Turmspitze wurde in den folgenden Jahrhunderten mehrfach durch Sturm und Blitzschlag geschädigt und in neuer Form wiederaufgebaut. Der zuletzt fast hundert Meter hohe Turm hatte einen steilen Achteckhelm und war von einer barocken Laterne bekrönt.

### Abbruch der alten Marienkirche
Ende des 18. Jahrhunderts zeigte sich eine erhebliche Baufälligkeit: Der auf einer Endmoräne errichtete Bau wies wegen der unterschiedlichen Bodenverdichtungen der einzelnen Bauteile zunehmend Risse auf. Der Turm neigte sich nach Westen. Trotz Plänen, die nach Abriss des Chores und des einsturzgefährdeten Turmes zumindest den Erhalt des ältesten, mittleren Teils der Kirche vorsahen, wurde sie 1807–09 gänzlich abgerissen, was als „einer der größten Verluste in der Architekturgeschichte Schleswig-Holsteins“ angesehen wird. 1813 wurde der Magistrat deswegen von der Regierung in Kopenhagen gerügt. Ein ähnliches Schicksal erlitt die auf das 12. Jahrhundert zurückgehende Bartholomäuskirche in Neumünster: Auch sie wurde 1828–34 durch einen von Hansen entworfenen, der Husumer Kirche eng verwandten Vicelinkirche ersetzt.

### Ehemalige Ausstattung
Mit Ausnahme eines gemalten Epitaphs und des bronzenen Taufbeckens wurde die Ausstattung der gotischen Kirche nach 1807 versteigert und verstreut. Ein spätgotischer geschnitzter Flügelaltar von etwa 1510 befindet sich seit 1834 in der St.-Jakobikirche in Schwabstedt. Die katholische St.-Knud-Kirche in Friedrichstadt erhielt sechs barocke Schnitzfiguren von der 1635 von der Herzogswitwe Augusta gestifteten Kanzel.
Von Hans Brüggemann, einem der bedeutendsten gotischen Bildschnitzer, der zwischen 1514 und 1523 in Husum lebte, ist eine Skulpturengruppe des heiligen Georg als Drachentöter aus der Marienkirche in das Dänische Nationalmuseum Kopenhagen gekommen. Vom ebenfalls von Brüggemann geschaffenen, signierten und auf 1520 datierten Sakramentshaus, „dessen Werth man aber verkannte“, ist nur das Bildwerk eines Laute spielenden Engels erhalten und in der Skulpturensammlung der Berliner Museen ausgestellt.

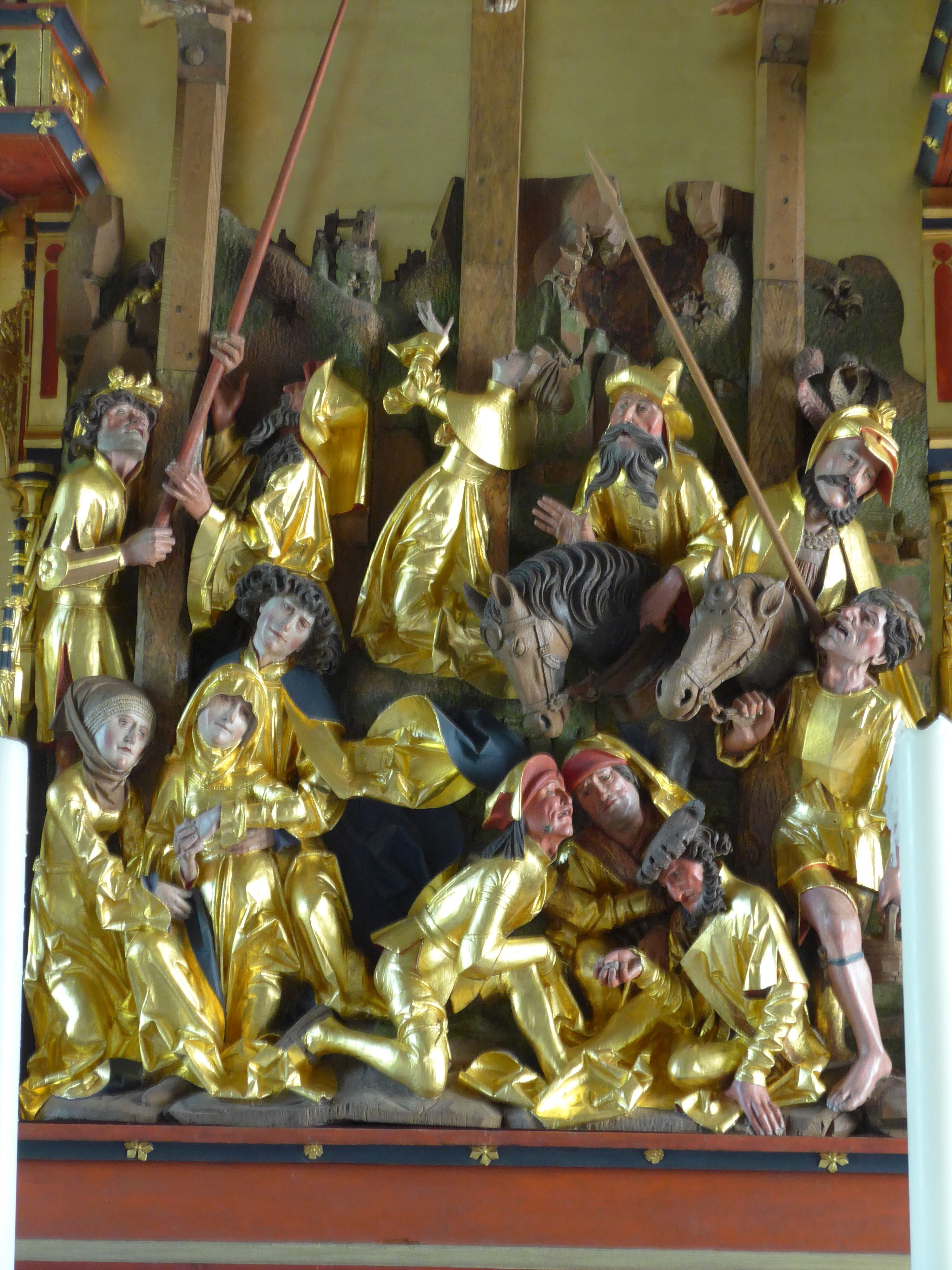
Detail vom Flügelaltar
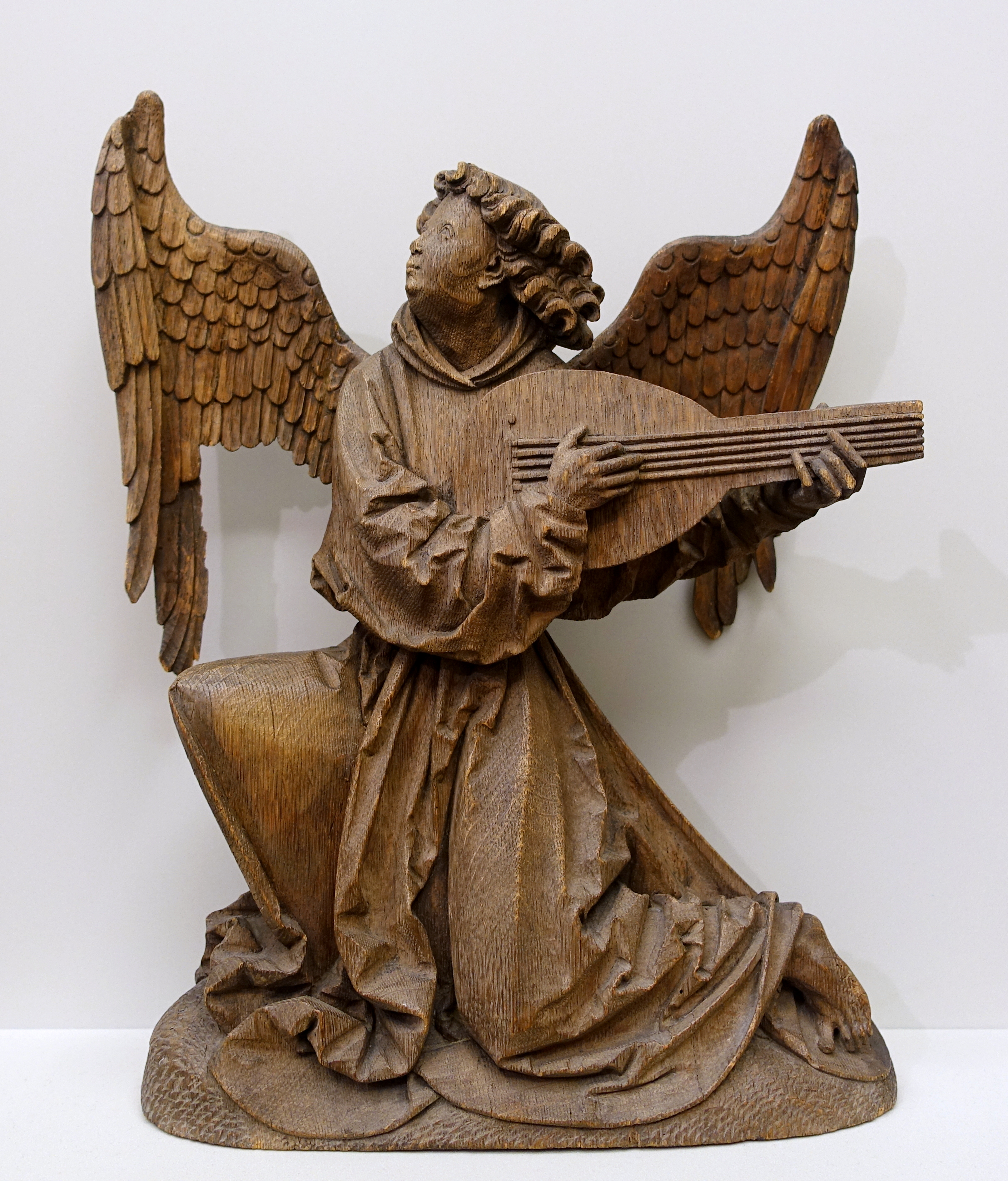
Lautespielender Engel (Hans Brüggemann)
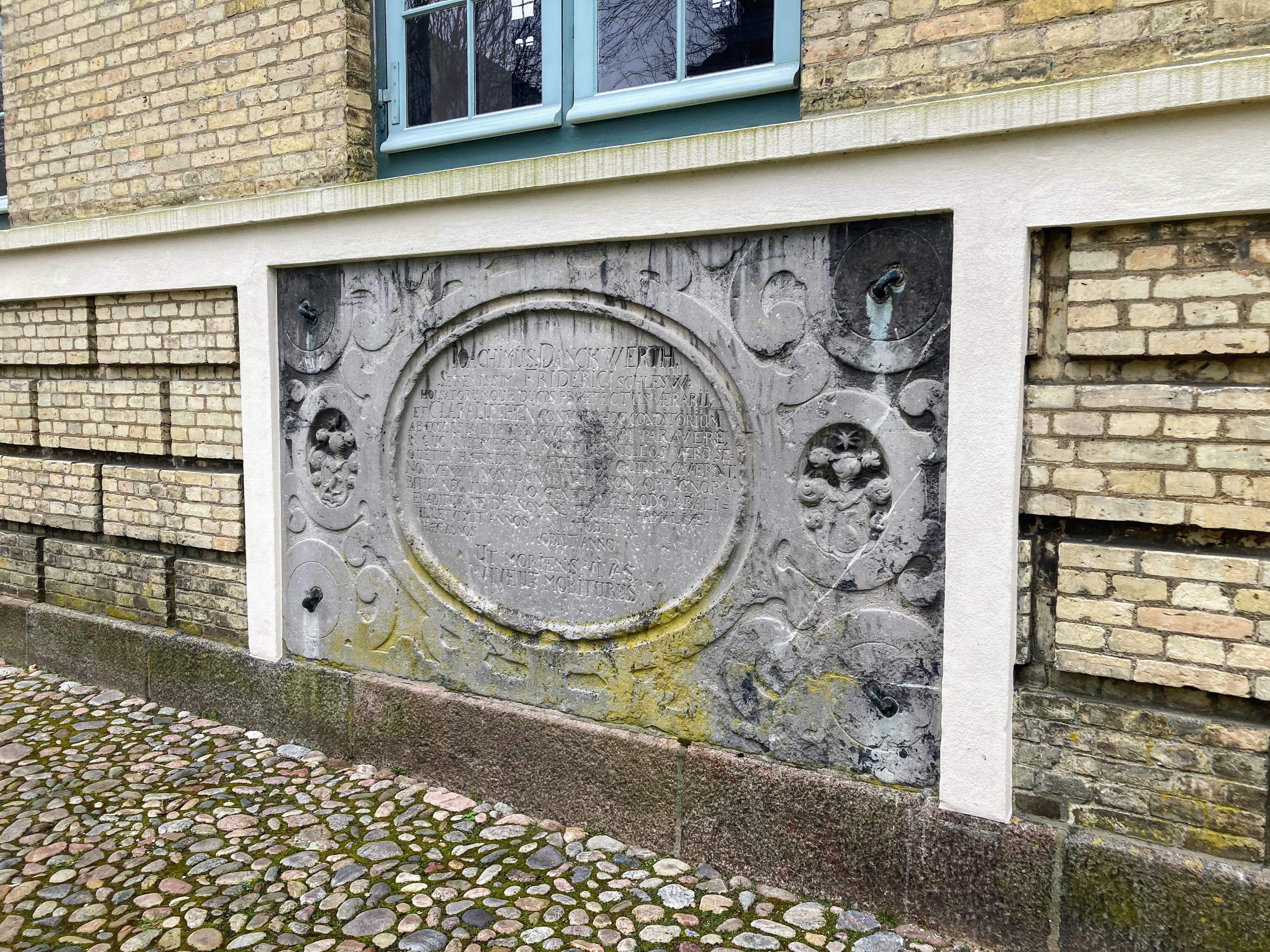
Grabplatte von Joachim Danckwerth

An der Außenwand eingemauert ist der Grabstein von Joachim Danckwerth (1606–1656) und dessen Ehefrau Clara, der ursprünglich deren Gruft innerhalb der Kirche bedeckt hatte. Danckwert war ein hochrangiger Gottorfer Hofbeamter, Besitzer von Hoyerswort und Bruder von Caspar Danckwerth, dessen Neue Landesbeschreibung der zwei Herzogtümer Schleswig und Holstein er zu großen Teilen finanzierte. Der Stein wurde schon zu Lebzeiten des Ehepaares angefertigt. Die Sterbedaten fehlen.

## Architektur

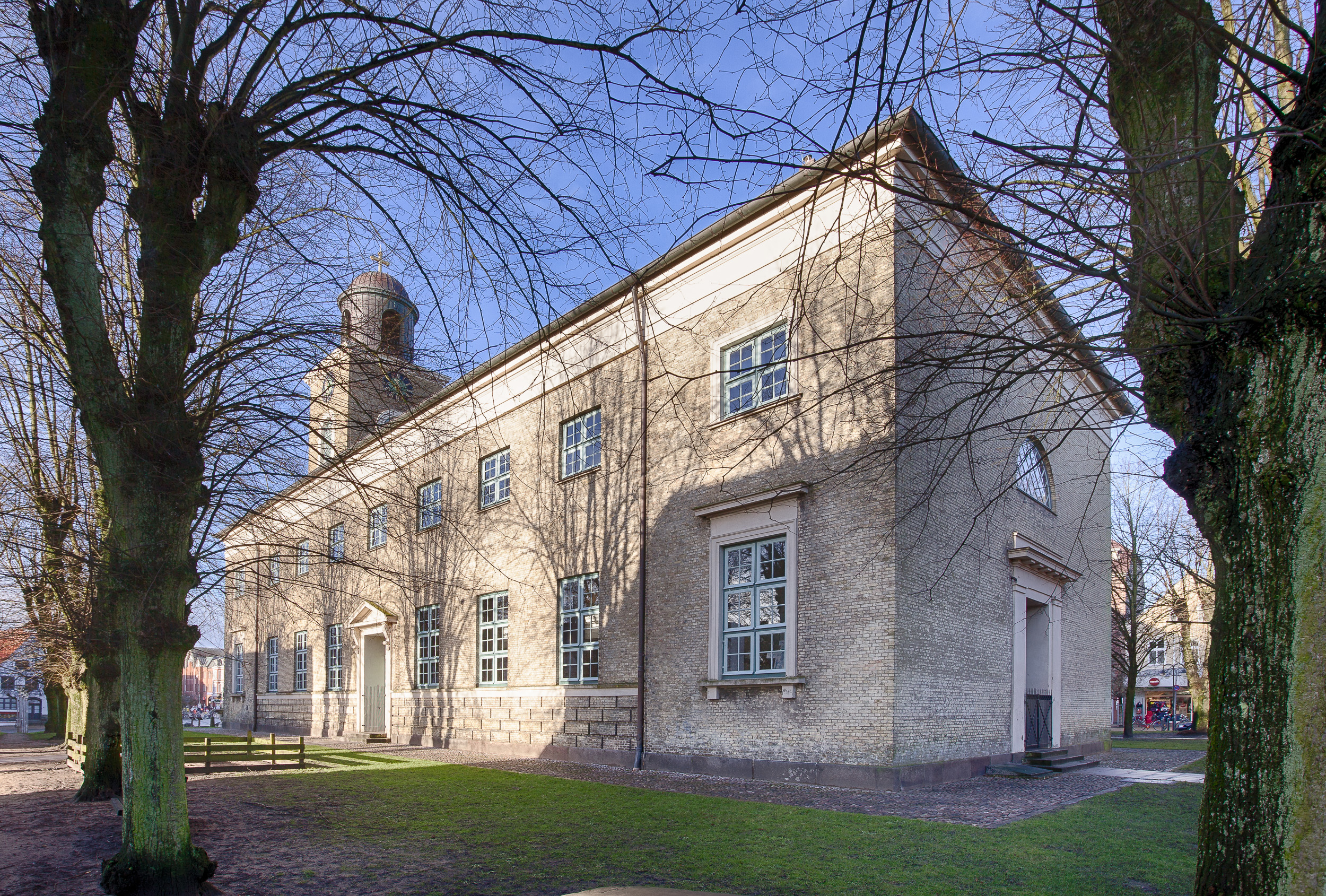
Ansicht von Südost

Der ab 1812 von Hansen, dessen Vater aus Husum stammte, projektierte und 1829–33 realisierte Neubau ist nur etwa halb so groß wie sein gotischer Vorgänger, so dass vor der Westfassade Raum für den heutigen Marktplatz entstand. Durch Georadarmessung wurde 2006 festgestellt, dass ihre Ausrichtung um etwa 3° nach Südwesten von der der alten Kirche abweicht. Trotzdem wurde teilweise das alte Fundament weiterverwendet.
Aus dem rechteckigen, in gelbem Backstein ausgeführten Baukörper ragt auf der dem Markt zugewandten Westseite ein Turm auf, der in den Untergeschossen nur als rustizierter Risalit aus der Front vortritt. Durch seine Achse führt der mit Pilastern und Giebel gerahmte Haupteingang. Eine mit Kupfer gedeckte, zylindrische Kuppelhaube bekrönt den Turm. Die Zweigeschossigkeit der Durchfensterung an den Längsseiten ist durch den Emporeneinbau begründet.
Das Innere des flach gedeckten Saalbaus wird von der Doppelreihe dorischer Säulen bestimmt. Sie tragen ein schweres Gebälk, hinter dem sich die Emporen verbergen. Die Längserstreckung des ursprünglich ungestört klassizistischen Raumes wird heute im Westen durch die 1900 eingezogene und 1962 verlängerte Orgelempore reduziert. Seine Farbigkeit hatte man 1984 entsprechend der ursprünglichen Fassung (warmes Beige, granitrote Säulen) rekonstruiert, doch bei der Renovierung 2021 ist man zu dem zwischenzeitlich bevorzugten reinen Weiß zurückgekehrt.
Von 2000 bis 2013 wurde das Innere der Marienkirche in sieben Etappen, je nach Finanzlage der Gemeinde, wieder ihrem Originalzustand angenähert. Die Arbeiten mit einem Gesamtvolumen von 300.000 Euro umfassten auch einen Rückbau der Orgelempore auf ein Joch (2012) sowie eine vollständige Erneuerung der Elektrotechnik einschließlich eines neuen Heizsystems und eines abweichenden Beleuchtungskonzepts (2013): Statt an Ketten befestigten Lampen erhellen seither überwiegend in die Decke eingelassene LED-Leuchten und -Scheinwerfer den Raum, verstärken dadurch aber zugleich den durch die vergoldeten stilisierten Sterne hervorgerufenen Eindruck der Decke als Himmel.
Der Sanierungsprozess wurde von 2019 bis 2021 fortgesetzt durch einige besonders staubträchtige Maßnahmen im Doppeltreppenhaus, an der Westlünette sowie im Kirchturm, die vor dem Einbau der neuen Klais-Orgel abgeschlossen werden mussten.

## Ausstattung

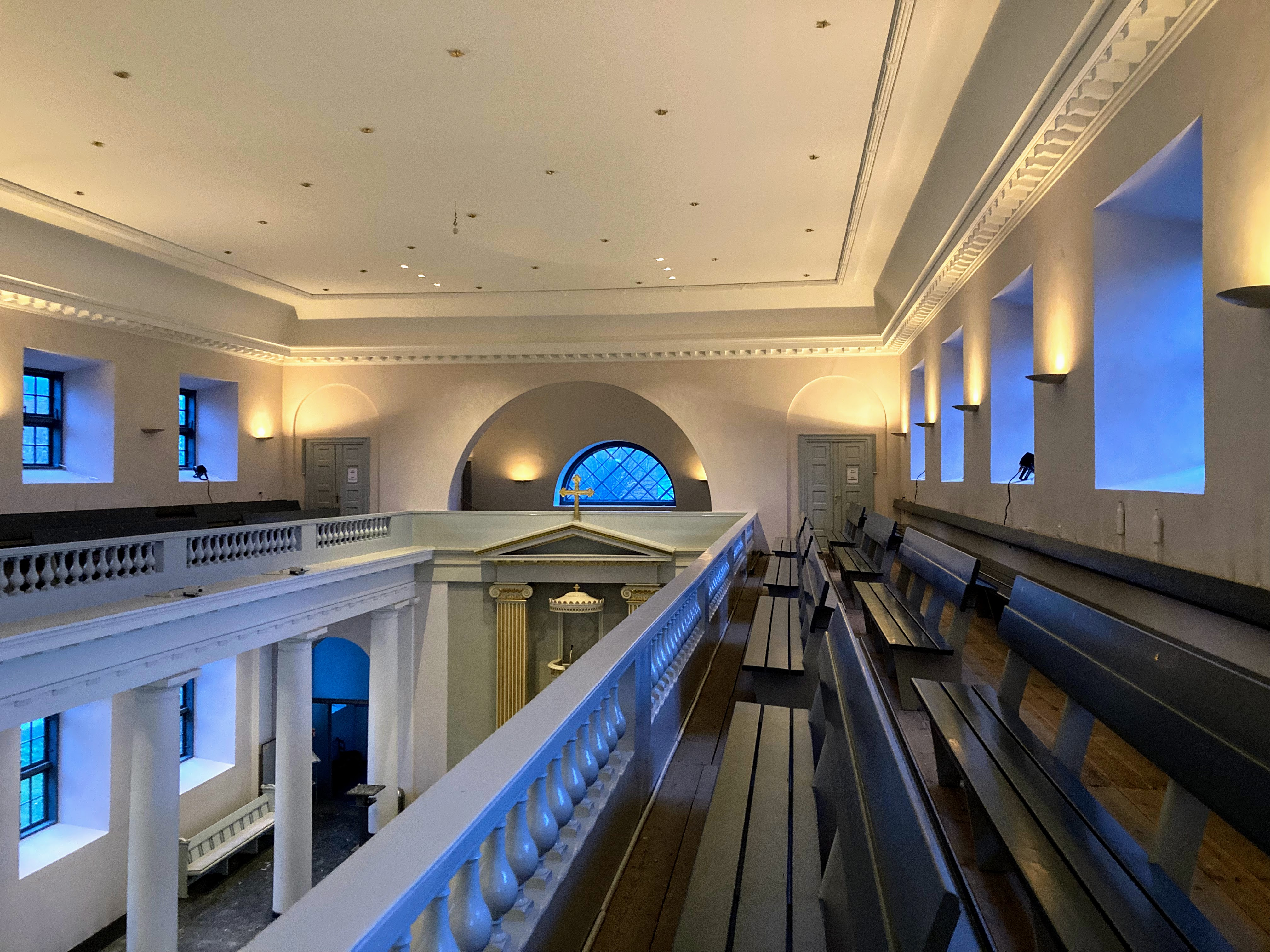
Empore und Ostlünette (2022)

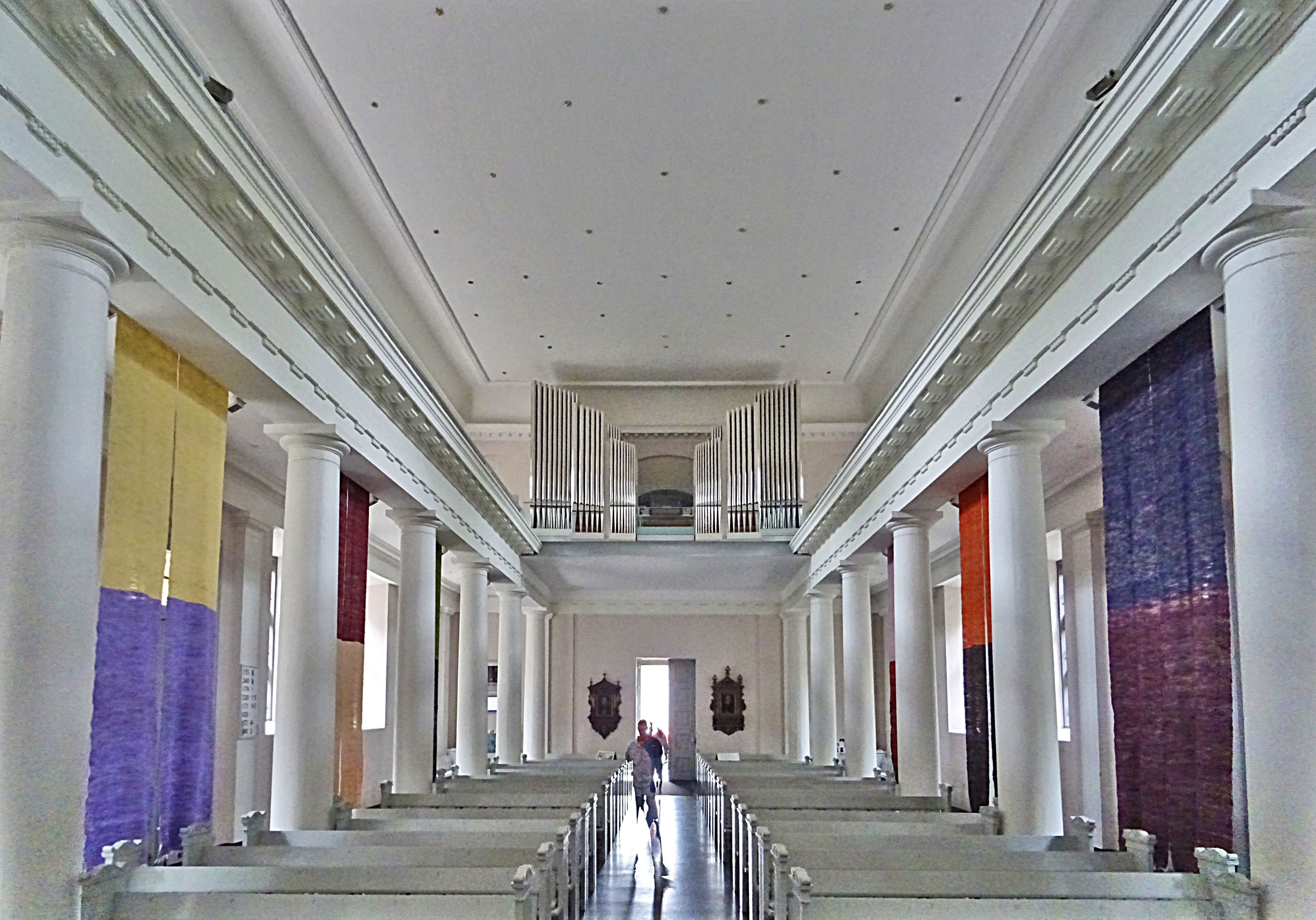
Decke und Emporen in Richtung Westen (2024)

Die Säulenreihe im Inneren führt den Blick auf die Kanzel über dem Altar, der von einer ionischen Pilasterädikula gerahmt wird. Der monumentale, halbrunde Wandausschnitt darüber (die „Ostlünette“) enthielt ursprünglich die Orgel.
Aus der alten Kirche wurde, abgesehen von einem gemalten Pastorenepitaph (1576), nur die 1643 gestiftete Bronzetaufe in den Neubau übernommen. Der vergoldete Bronzeguss des Rotgießers Lorenz Karsten nach Modellen, die der Husumer Snitger Berend Cornelissen schnitzte, erinnert in seiner Disposition an mittelalterliche Taufbecken. Vier sitzende Evangelisten bilden die Trägerfiguren des eigentlichen Beckens, dessen Wandung Reliefs der Taufe Christi und der Apostel sowie des Wappens des stiftenden Amtsverwalters Marcus Lüders bedecken.

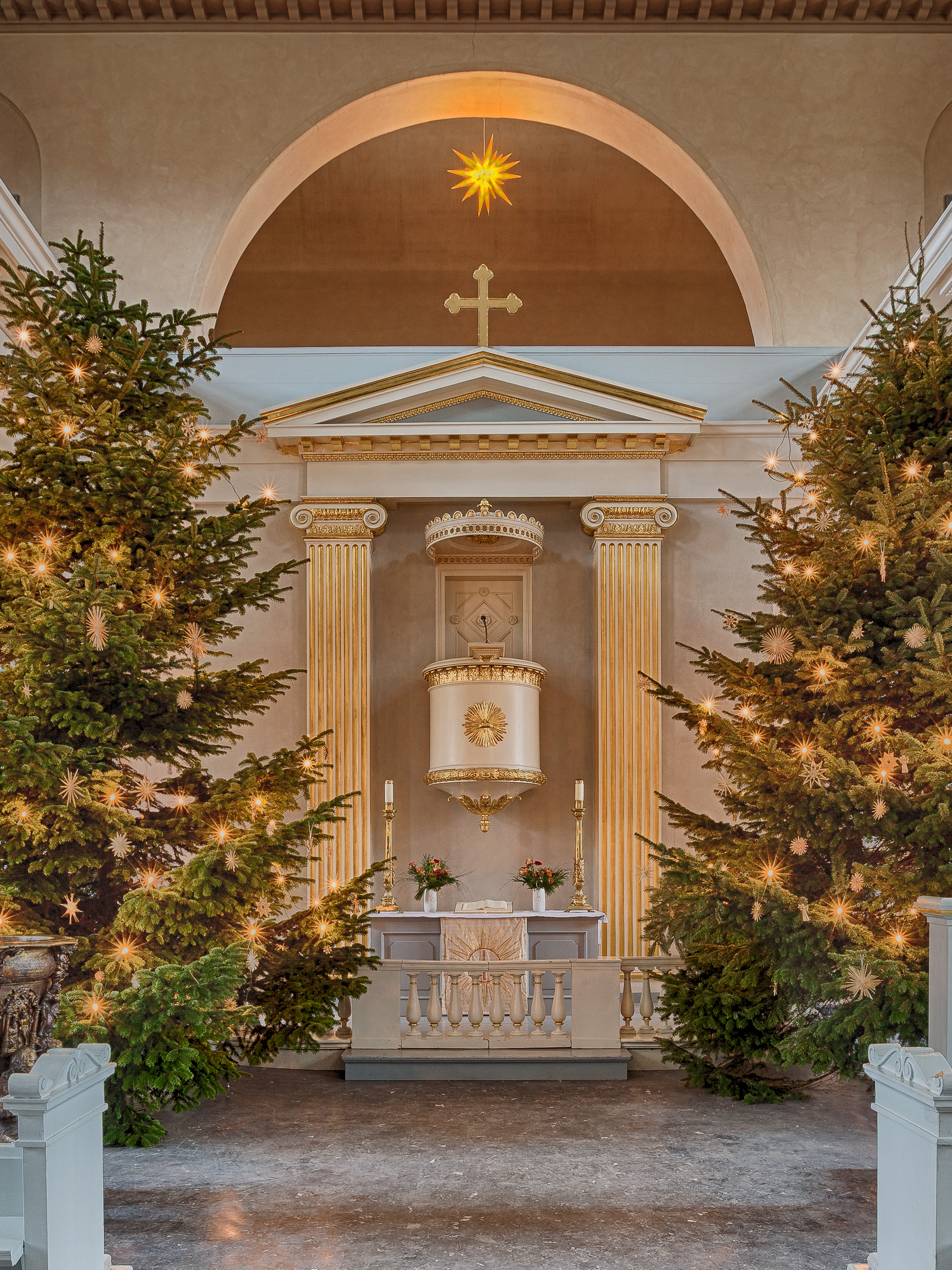
Kanzelaltar mit Ostlünette (2013)
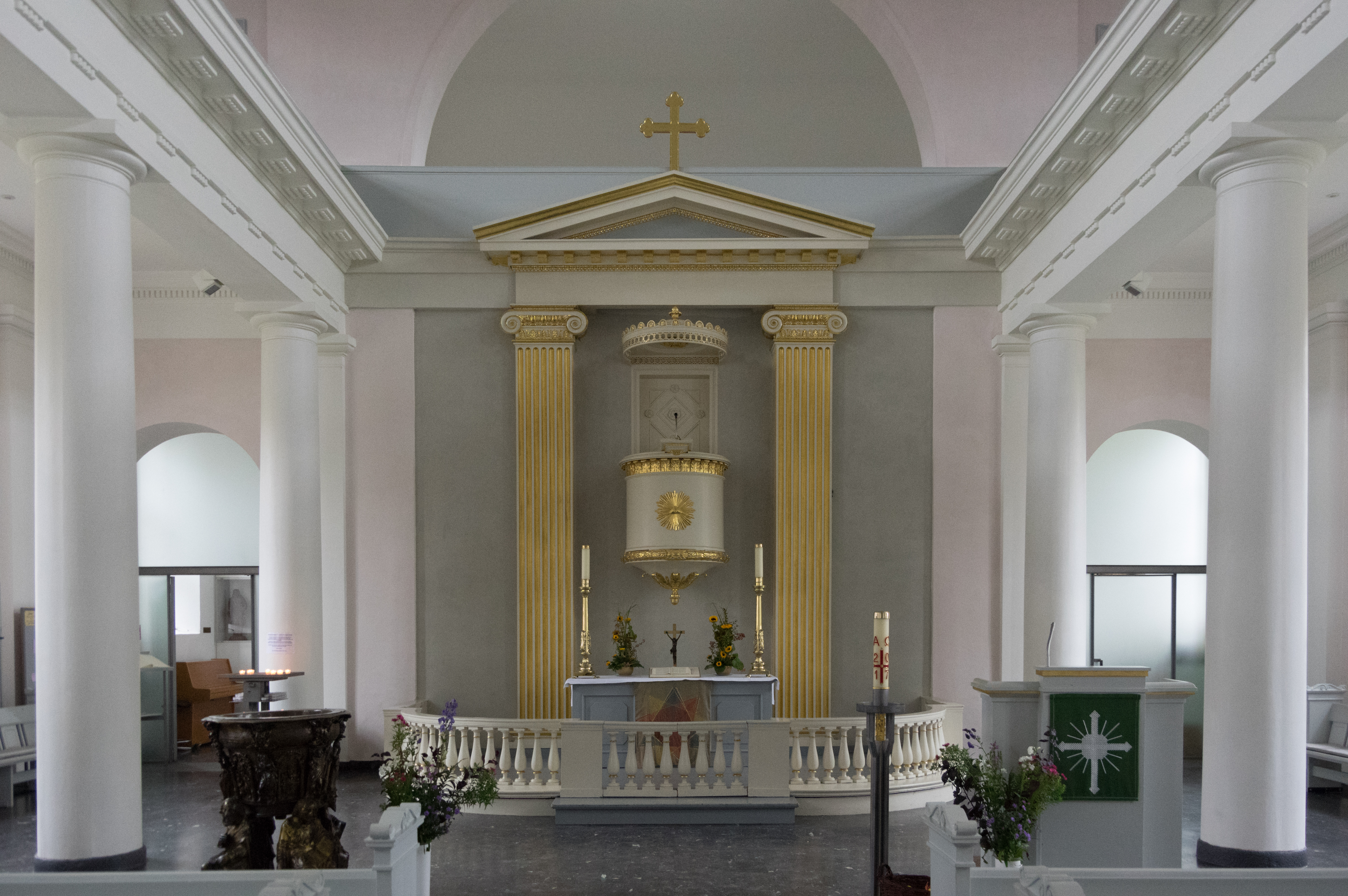
Kanzelaltar (2017)
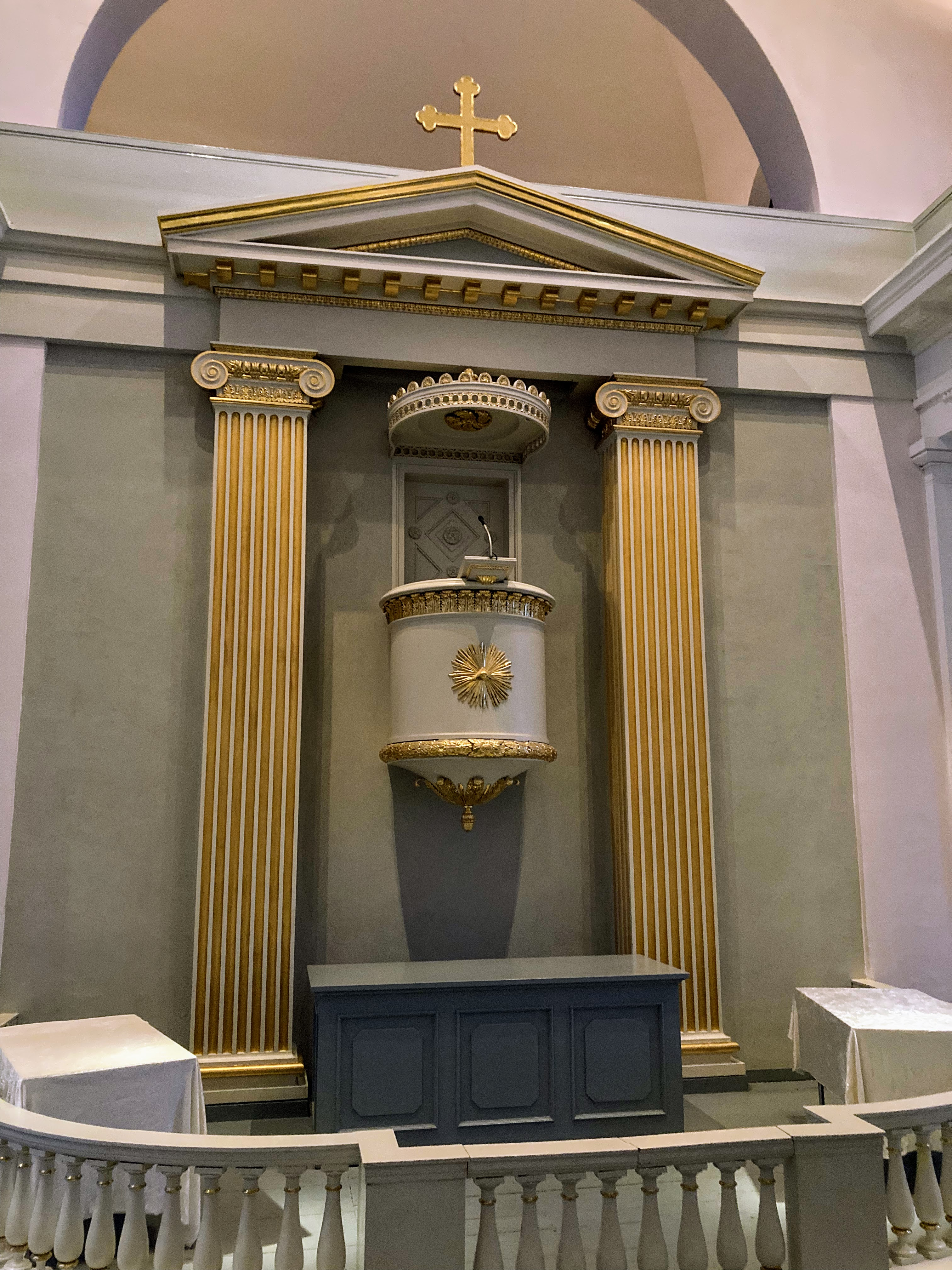
Kanzelaltar (2022)
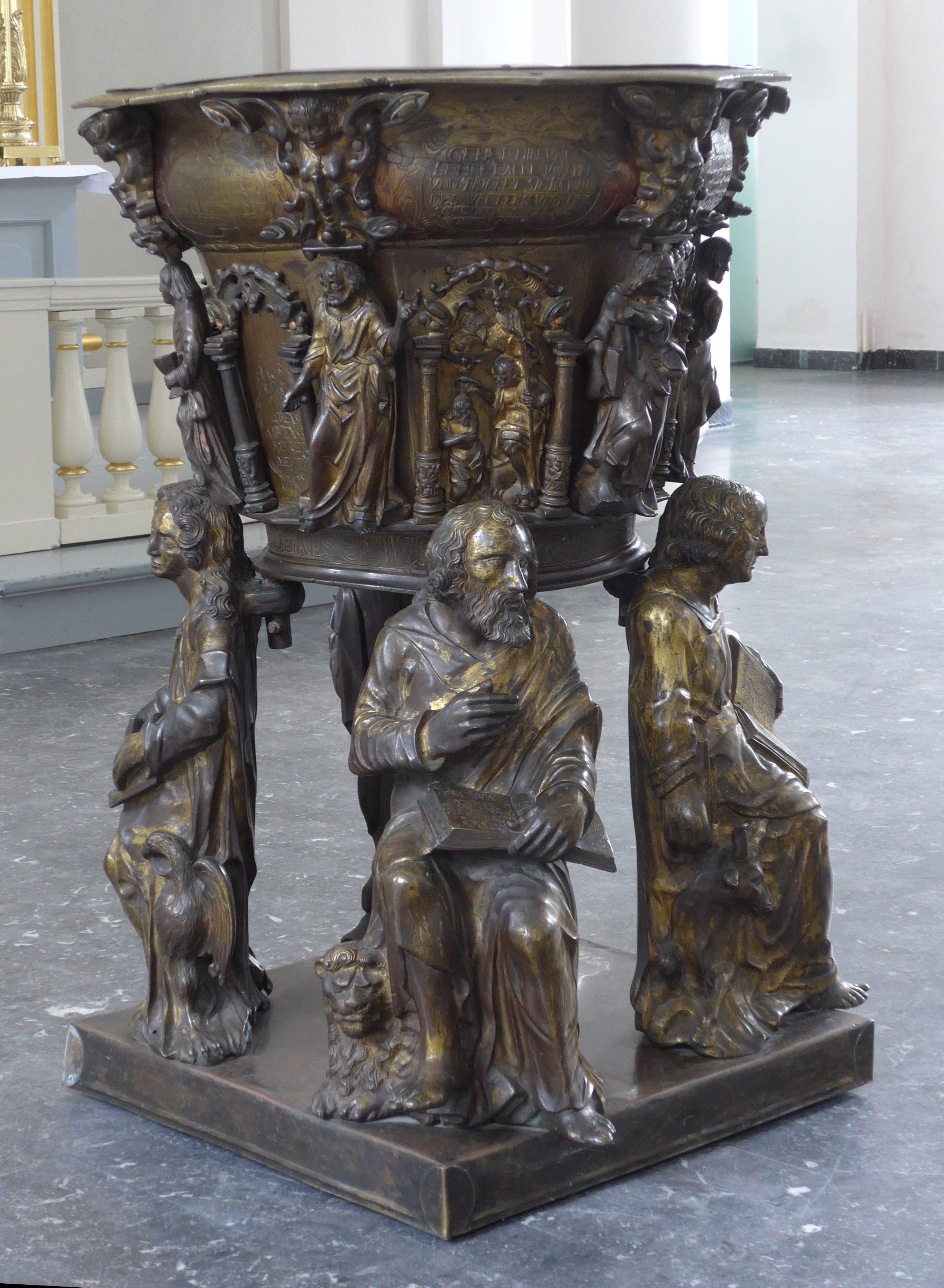
Bronzenes Taufbecken von 1643
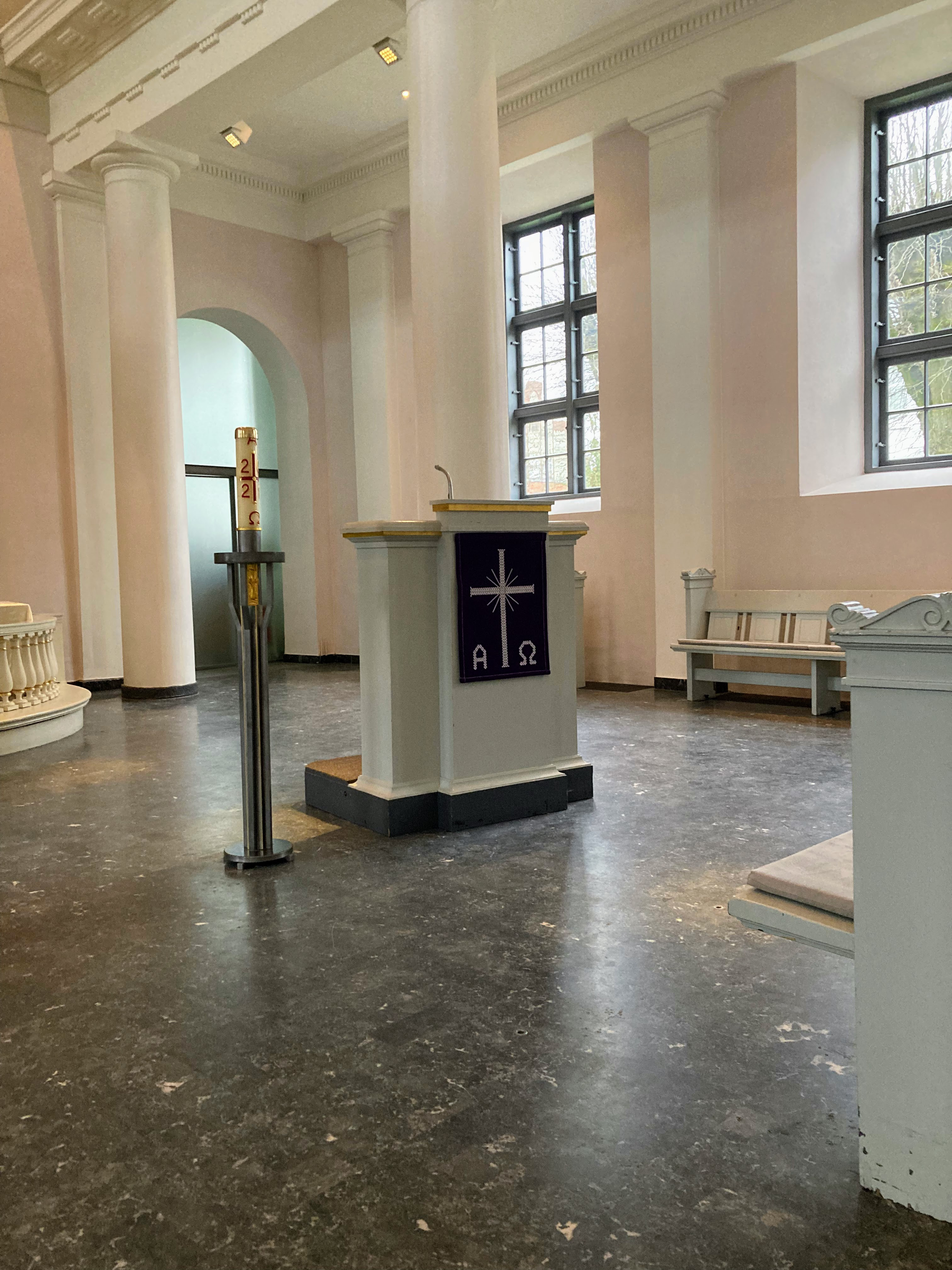
Lesepult und Osterkerze
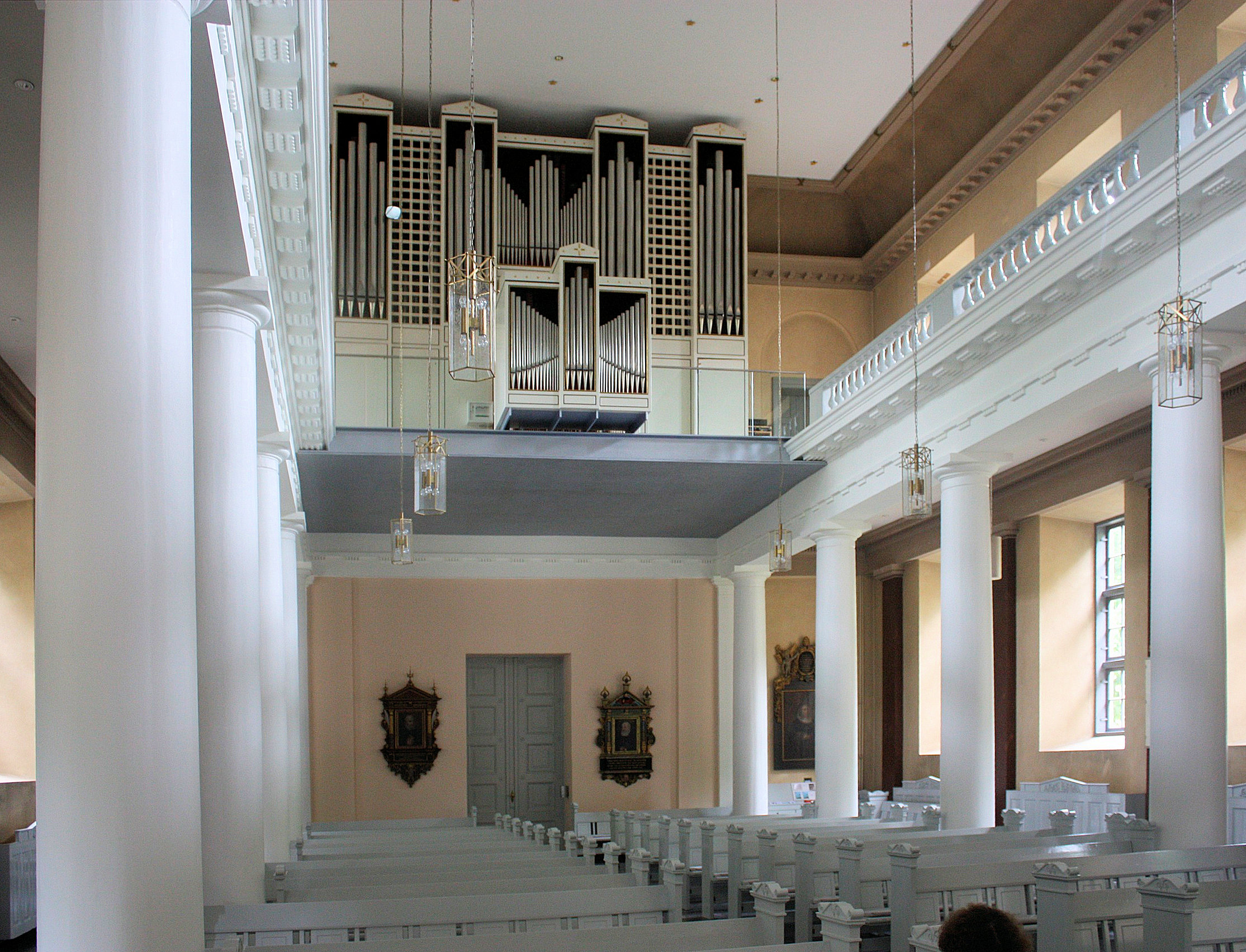
Inneres nach Westen, Blick auf die alte Kleuker-Orgel (2010)
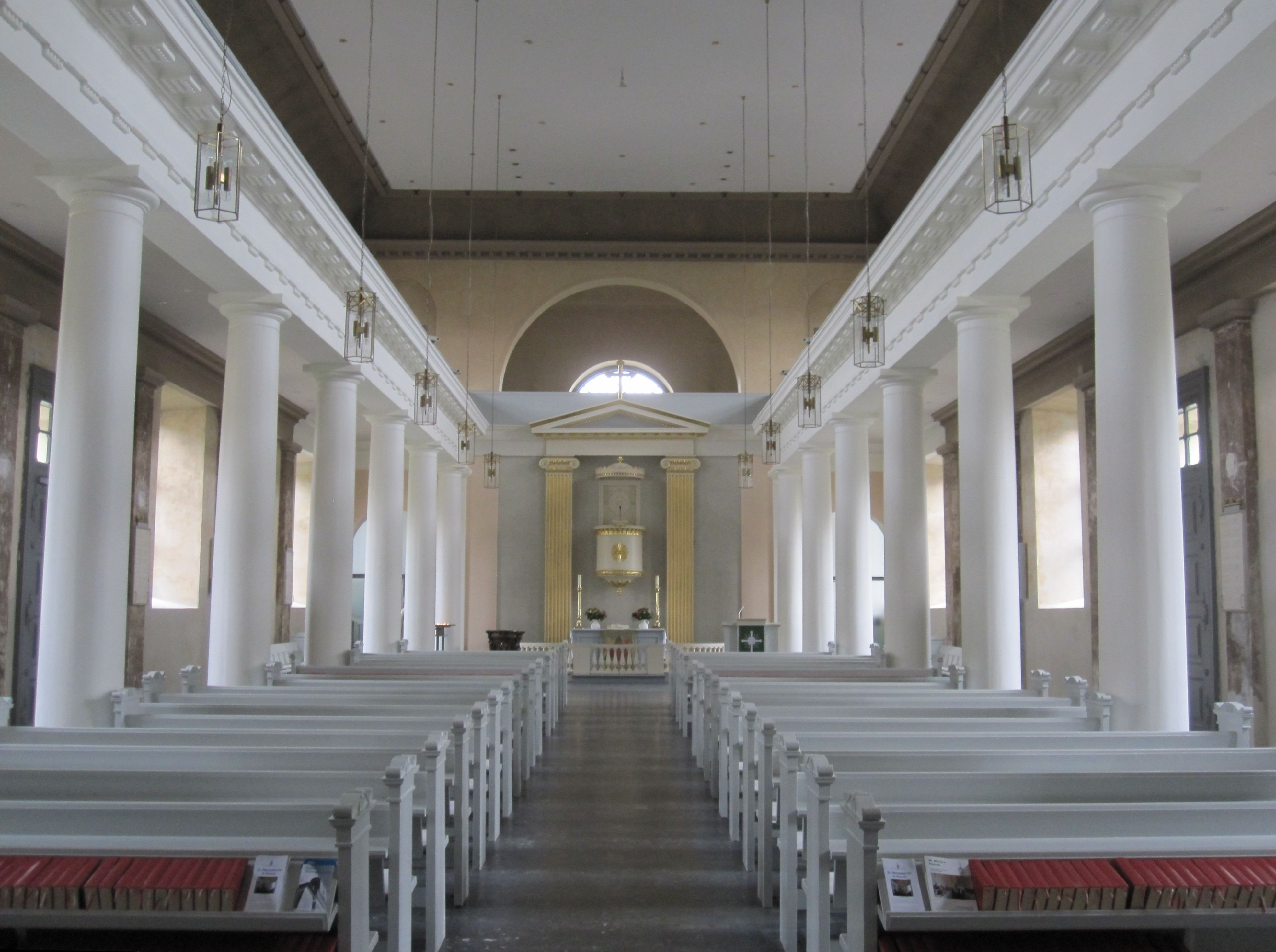
Inneres, Blick nach Osten (2013)
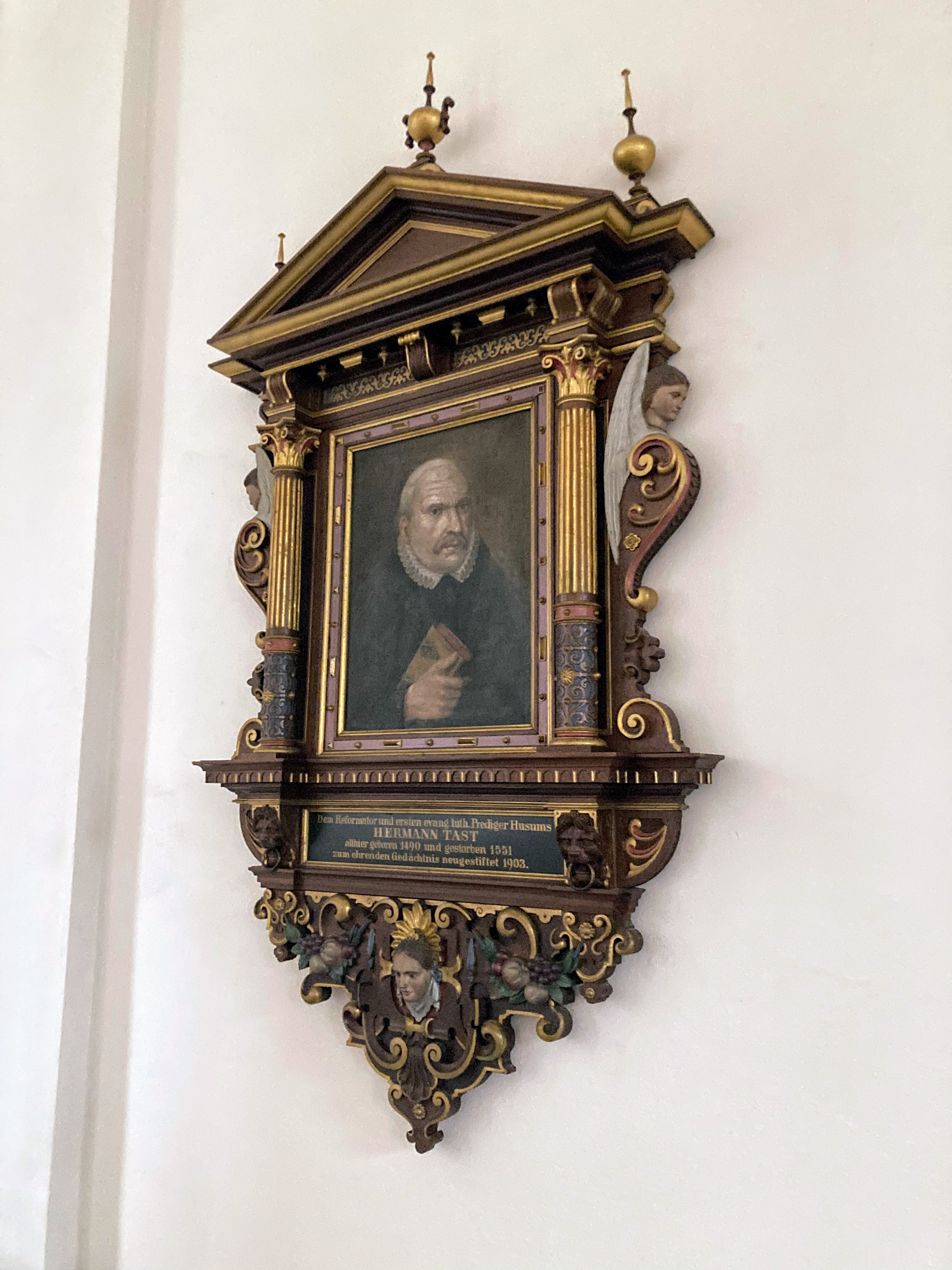
Bildnis Hermann Tast
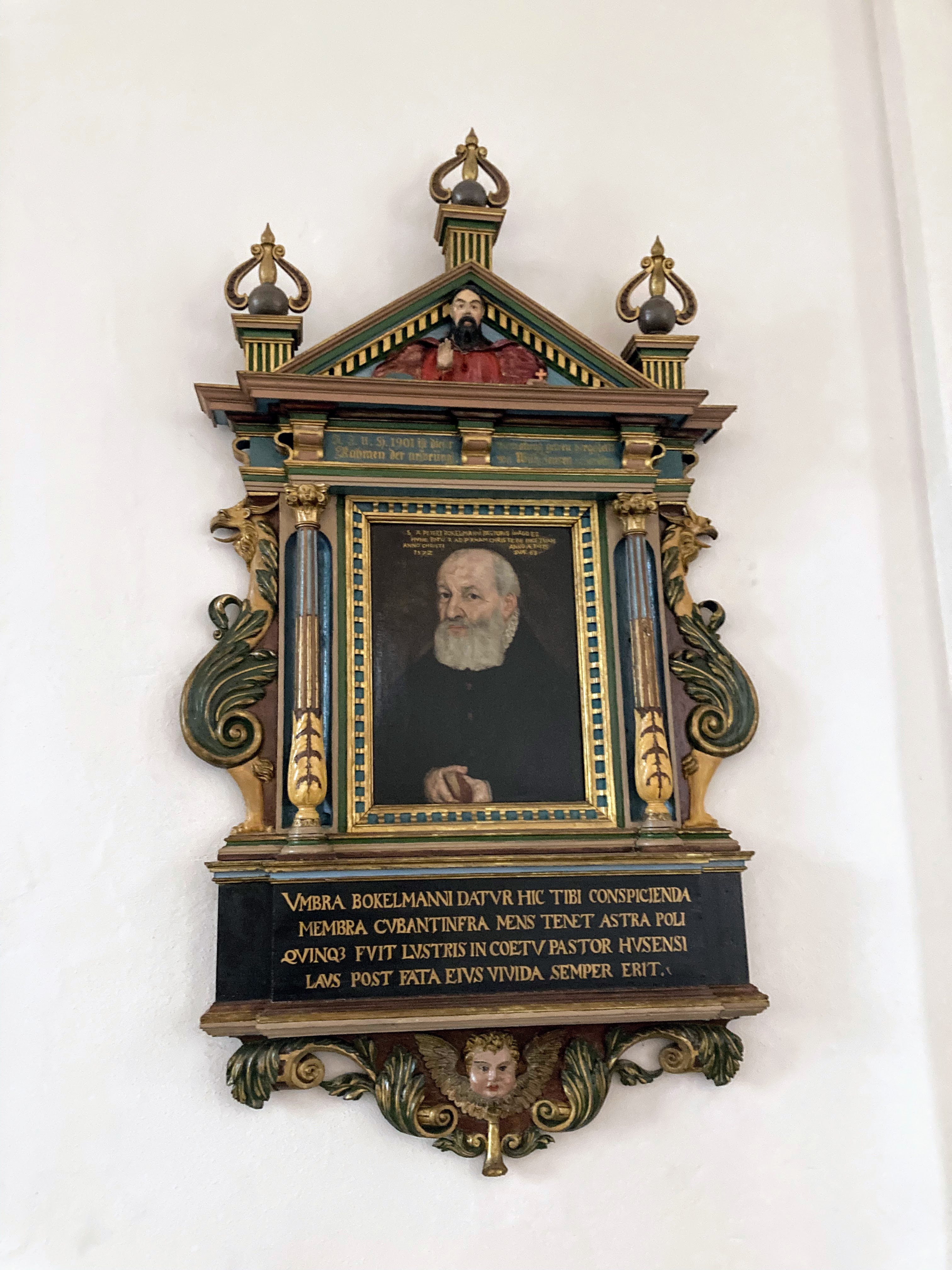
Bildnis Petrus Bokelmann

## Orgeln
Über die Orgelgeschichte der Marienkirche insbesondere vor dem Ersatz des gotischen durch das klassizistische Gebäude ist bislang (Stand: 2021) wenig bekannt. Diese Wissenslücke schmerzt besonders im Hinblick auf das Instrument, das dem bislang prominentesten Marienkirchenorganisten zur Verfügung stand: Nicolaus Bruhns.
Entsprechend dem allgemein erlahmten Interesse an Orgelmusik im Gefolge von Aufklärung, Französischer Revolution und Säkularisierung sah auch Christian Frederik Hansen als Architekt der jetzigen Kirche nicht mehr viel Raum und vor allem keinen exponierten Platz für eine Orgel vor: Das erste kleine Werk befand sich daher unsichtbar in der Ostlünette aufgestellt, direkt über Altar und Kanzel.
Nachdem im Zuge von Romantik, Historismus und kirchenmusikalischer Erneuerung Orgelmusik in der zweiten Hälfte des 19. Jahrhunderts aber wieder größere Bedeutung erlangte, erhielt auch die Marienkirche ein entsprechendes neues Instrument: Marcussen & Søn aus Apenrade lieferte 1900 eine bereits am orchestralen Klangideal orientierte Orgel mit pneumatischer Traktur, für die im Westen sogar eigens eine einjochige Empore errichtet und die Westlünette verschlossen wurde.

### Kleuker-Orgel (1963–2016)

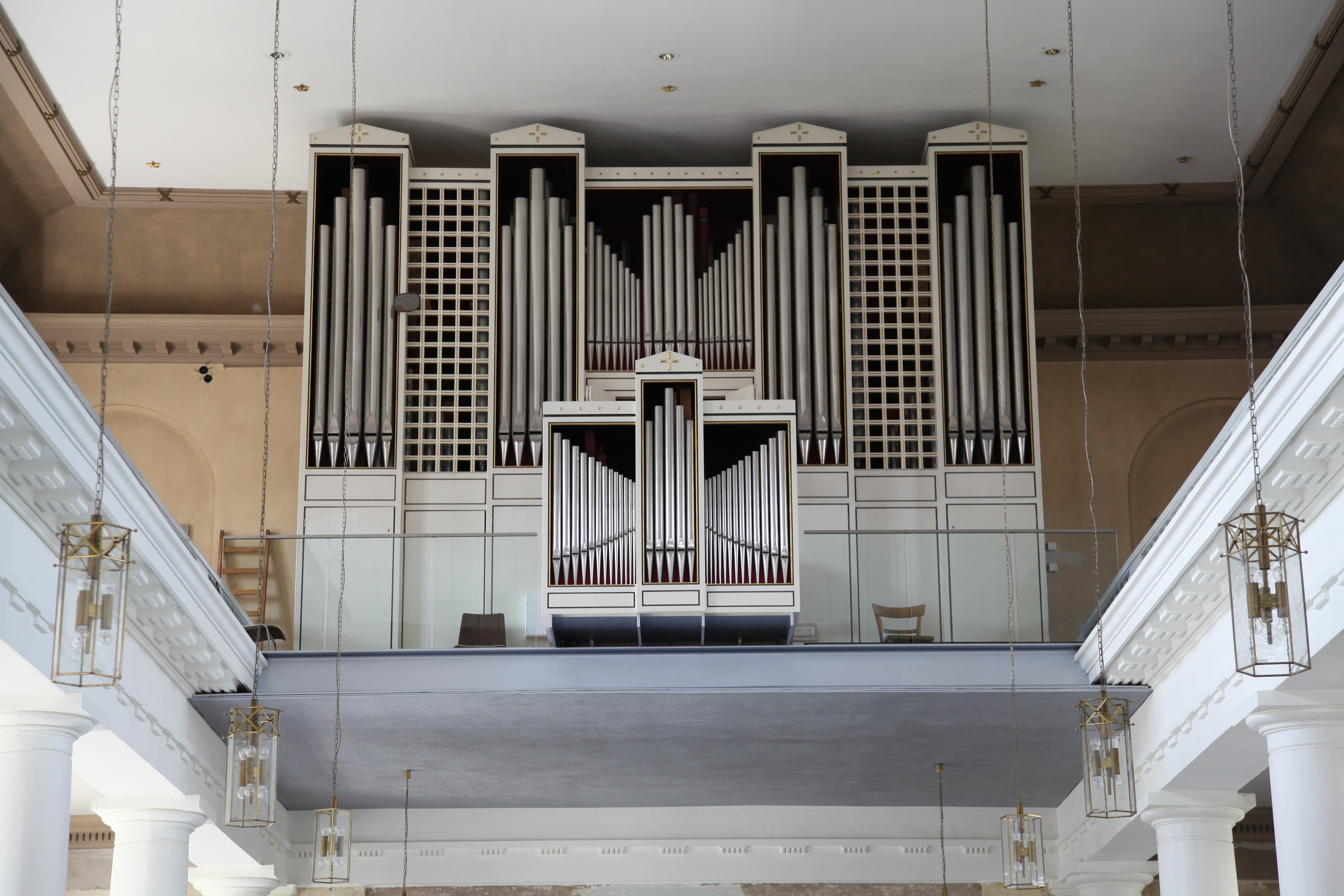
Prospekt mit Rückpositiv der Kleuker-Orgel von 1963

Durch die Zäsur des Ersten Weltkriegs setzten sich jedoch bald auch im Bereich der Kirchenmusik Gegenbewegungen zur Romantik durch: Sing- und Orgelbewegung propagierten eine Rückbesinnung auf Musik sowie Orgelbau des 17. und 18. Jahrhunderts und forderten in den Kirchen auch mehr Platz für vokale wie instrumentale Kantoreien. Daher wurde die Marcussen-Orgel 1963 durch ein von dem Orgelbauer Detlef Kleuker aus Brackwede erbautes neobarock ausgerichtetes Instrument ersetzt. Zugleich wurde damals die Westempore um ein zweites Joch erweitert.
Die in Husum ansässige Orgelbauwerkstätte Lothar E. Banzhaf ergänzte diese Orgel – nach einer Einzelspende der Husumer Ehrenbürgerin Irene Thordsen – 1996 um ein Echowerk ohne eigene Klaviatur und tauschte ein höherliegendes Register des Pedalwerks durch eine Grundstimme aus. Ende Oktober 2016 wurde sie aufgrund umfangreicher technischer Probleme – u. a. wurde ihre Elektrik statt der zugelassenen 24 noch immer mit 78 Volt betrieben – stillgelegt, im März 2019 demontiert und zur Wiederaufstellung nach Warschau verbracht. Ihre Disposition lautete zuletzt:
| I Rückpositiv C–g3 |              |       |
| 1.                 | Holzgedackt  | 8′    |
| 2.                 | Principal    | 4′    |
| 3.                 | Koppelflöte0 | 4′    |
| 4.                 | Flachflöte   | 2′    |
| 5.                 | Quinte       | 1 ⁄3′ |
| 6.                 | Scharf IV    | 1′    |
| 7.                 | Bärpfeife    | 8′    |
|                    | Tremulant    |       |

| II Hauptwerk C–g3 |                  |       |
| 8.                | Quintade         | 16′   |
| 9.                | Principal        | 8′    |
| 10.               | Rohrflöte        | 8′    |
| 11.               | Oktave           | 4′    |
| 12.               | Spitzflöte       | 4′    |
| 13.               | Oktave           | 2′    |
| 14.               | Sesquialtera II0 | 2 ⁄3′ |
| 15.               | Mixtur VI–VIII   | 1 ⁄3′ |
| 16.               | Trompete         | 8′    |

| III Brustwerk C–g3 |               |       |
| 17.                | Gedackt       | 8′    |
| 18.                | Rohrflöte     | 4′    |
| 19.                | Principal     | 2′    |
| 20.                | Waldflöte     | 2′    |
| 21.                | Terzian I–II0 | 1 ⁄3′ |
| 22.                | Cimbel II     | 1⁄3′  |
| 23.                | Regal         | 16′   |
|                    | Tremulant     |       |

| Echowerk C–g3 |                    |    |
| 24.           | Doppelflöte        | 8′ |
| 25.           | Gambe              | 8′ |
| 26.           | Schwebung          | 8′ |
| 27.           | Traversflöte       | 4′ |
| 28.           | Französische Oboe0 | 8′ |
| 29.           | Clairon            | 4′ |
|               | Tremulant          |    |

| Pedalwerk C–f1 |            |       |
| 30.            | Subbaß     | 16′   |
| 31.            | Principal  | 8′    |
| 32.            | Gedackt    | 8′    |
| 33.            | Oktave     | 4′    |
| 34.            | Mixtur VI0 | 2 ⁄3′ |
| 35.            | Posaune    | 16′   |
| 36.            | Trompete   | 8′    |
| 37.            | Trompete   | 4′    |

- Koppeln:
  - Normalkoppeln I/II, III/II, EW/I[Anm. 5], EW/II, EW/III, I/P, II/P, III/P, EW/Ped
  - Suboktavkoppeln EW/II, EW/III
  - Superoktavkoppeln EW/P
- Spielhilfen: 2 freie Kombinationen
- Anmerkungen:

1. ↑  Über Klapptüren schwellbar.
2. ↑  Ab g mit 1 3⁄5′ als 2. Chor.
3. ↑  1996 ergänzt – ohne eigene Klaviatur, über einen Jalousieschweller schwellbar.
4. ↑  Ursprünglich Oktav-Cornett II 2′+1′ – 1996 ausgetauscht.
5. ↑  Mit dem Einschalten dieser Koppel wird das RP abgeschaltet.

### Klais-Orgel (seit 2021)
Schon 2002 hatte der zuständige Orgelsachverständige der Nordkirche, Hans-Martin Petersen, aufgrund der technischen Probleme der Kleuker-Orgel zu einem Orgelneubau geraten. Den entsprechenden Beschluss fasste der Kirchenvorstand der Marienkirchengemeinde 2010. 2007 gründete sich ein Orgel- und Kirchbauverein mit rund 60 Mitgliedern. Dem schloss sich 2011 die Bildung einer Orgelprojektgruppe an, auf deren Anregung hin durch den Kirchenvorstand außerdem ein Kuratorium einberufen wurde.
Hauptaufgabe aller genannten Gruppen war, die Finanzierung der erforderlichen Mittel in Höhe von 1,2 Millionen Euro – zuzüglich 400.000 Euro für die Innensanierung der Kirche – sicherzustellen. Dafür wurde eine Kooperation mit vier Studentinnen der Hochschule Flensburg eingegangen, deren innovatives Marketingkonzept 2019 zur Verleihung des Fundraisingpreises der Nordkirche an die Gemeinde führte.
Wichtigste Aspekte der Finanzierung waren – neben dem Einwerben von Spenden – die Bestätigung der Förderwürdigkeit des Orgelneubauprojekts seitens der AktivRegion Südliches Nordfriesland, durch die sowohl ein erfolgreich beschiedener Antrag auf Mittel aus dem Landesprogramm ländlicher Raum als auch eine beträchtliche Zuwendung der Hermann Reemtsma Stiftung ermöglicht wurde. Letztere fühlte sich der Marienkirche zusätzlich durch den Umstand verbunden, dass sie ihren Sitz in einem gleichfalls von Christian Frederik Hansen entworfenen Gebäude hat: dem Hamburg-Nienstedtener Landhaus Baur.
Vor diesem Hintergrund wurde die neue Marienkirchenorgel im März 2019 bei der Firma Johannes Klais Orgelbau (die von 2016 an bereits ein zweimanualiges, vierregistriges Interimsinstrument mit angehängtem Pedal zur Verfügung gestellt hatte) verbindlich bestellt; auch konnten zu diesem Zeitpunkt alle weiteren baulichen Maßnahmen beauftragt werden. Der Einbau erfolgte ab September 2021, die Orgel erklang zum ersten Mal am 2. Advent 2021. Neben der Einweihung und den Einweihungskonzerten wurde sie von Februar bis Karfreitag 2022 mit einem Festival der breiten Öffentlichkeit vorgestellt.
Die neue Klais-Orgel der Marienkirche verfügt über 44 Register (zuzüglich 2 Transmissionen und 1 Sammelzug) sowie 2430 Pfeifen (168 aus Holz und 2262 aus verschiedenen Zinnlegierungen). Das zweigeteilte Hauptwerk ragt leicht aus der Emporenbrüstung heraus, hinter dem Aufgang zum Spieltisch folgen ebenfalls beidseitig Schwell- und Pedalwerk sowie zu beiden Außenseiten von deren Corpora das Solowerk. Die großen Basspfeifen und die dahinter befindliche Windanlage stehen in der Turmkammer direkt hinter der wieder geöffneten Westlünette.

Das Echowerk, das als Auxiliarwerk auf allen Klaviaturen gespielt werden kann, ist hinter der Tür rechts von der Ostlünette verborgen und schafft somit eine Verbindung nicht nur zur ersten, sondern auch zum Echowerk der Vorgängerorgel. Die Parallele erschöpft sich aber nicht nur in der räumlichen Anordnung und Raumakustik: Genauso wie das Echowerk der Kleuker-Orgel nicht in deren ursprünglichem Konzept enthalten war, sondern erst durch späteres Mäzenatentum ermöglicht wurde, war auch für die Klais-Orgel zunächst kein solches vorgesehen. Vielmehr konnte es allein über zusätzlich eingehende Mittel des Orgel- und Kirchbauvereins noch rechtzeitig in die Planung mitaufgenommen werden.

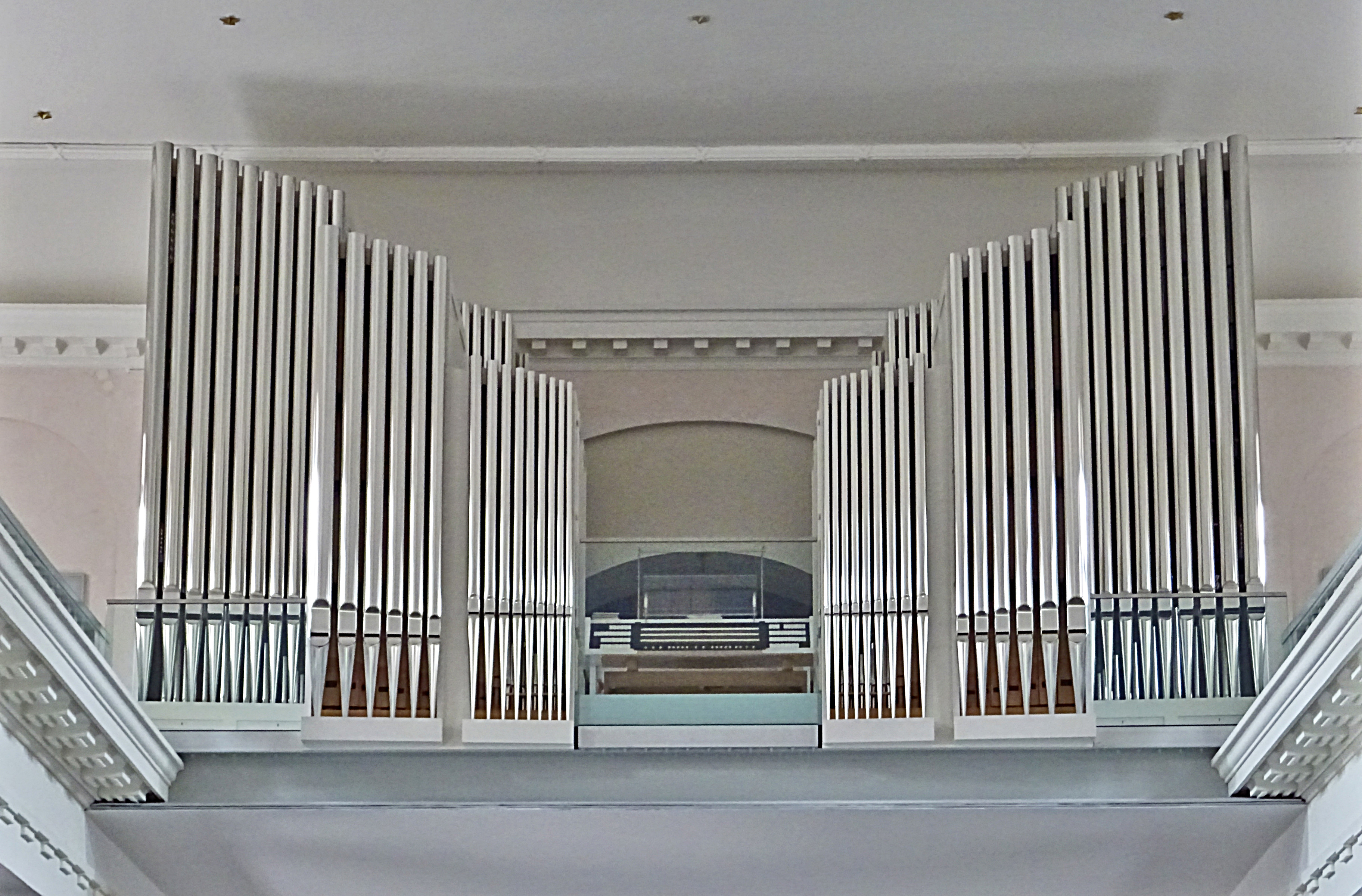
Klais-Orgel von 2021

Neben der Idee eines Raumklangs aus sehr präsentem Hauptwerk sowie aus unterschiedlichsten Richtungen abstrahlenden Nebenwerken verortet sich das Instrument schwerpunktmäßig in der Klangwelt des ausgehenden 19. und beginnenden 20. Jahrhunderts. Angestrebt sind norddeutsch-skandinavisches Lokalkolorit mit französischem und angelsächsischem Einschlag – insbesondere auch eine Orientierung an den deutsch-dänischen Klangfarben von Marcussen-Orgeln als Vorvorgängerinnen des jetzigen Instruments. Von Orgelbauerseite verwirklicht ist durch entsprechende Mensuration und Intonation ein „warmes, weiches Bad von Klang“, auf dessen Basis Menschen am ehesten ihre „Scheu überwinden, selbst mitzusingen“. Die Disposition der Orgel lautet wie folgt:
| I Hauptwerk C–a3 |                        |        |
| 1.               | Bordun                 | 16′    |
| 2.               | Principal              | 8′     |
| 3.               | Concertflöte           | 8′     |
| 4.               | Viola di Gamba         | 8′     |
| 5.               | Bourdon                | 8′     |
| 6.               | Octave                 | 4′     |
| 7.               | Flauto dolce           | 4′     |
| 8.               | Quinte                 | 2 ⁄3′  |
| 9.               | Octave                 | 2′     |
| 10.              | Terz                   | 1 3⁄5′ |
|                  | Cornett V (Sammelzug)0 | 8′     |
| 11.              | Mixtur IV              | 2′     |
| 12.              | Trompete               | 08′    |

| II Schwellwerk C–a3 |                       |        |
| 13.                 | Lieblich Gedackt      | 16′    |
| 14.                 | Geigenprincipal       | 8′     |
| 15.                 | Harmonieflöte         | 8′     |
| 16.                 | Salicional            | 8′     |
| 17.                 | Æoline                | 8′     |
| 18.                 | Bordun                | 8′     |
| 19.                 | Vox coelestis         | 8′     |
| 20.                 | Fugara                | 4′     |
| 21.                 | Traversflöte          | 4′     |
| 22.                 | Nasard                | 2 ⁄3′  |
| 23.                 | Piccolo               | 2′     |
| 24.                 | Terzflöte             | 1 3⁄5′ |
| 25.                 | Fourniture IV         | 2 ⁄3′  |
| 26.                 | Trompette harmonique0 | 8′     |
| 27.                 | Hautbois              | 8′     |
|                     | Tremulant             |        |

| III Solowerk C–a3 |             |     |
| 28.               | Klarinette  | 16′ |
| 29.               | Klarinette0 | 8′  |
| 30.               | Tuba Sonora | 8′  |

| Echowerk C–a3 |                   |    |
| 31.           | Holzflöte         | 8′ |
| 32.           | Dulciana          | 8′ |
| 33.           | Dulciana Celeste0 | 8′ |
| 34.           | Fugara            | 4′ |
| 35.           | Echohorn          | 8′ |
|               | Tremulant         |    |

| Pedal C–f1 |                                 |     |
| 36.        | Untersatz                       | 32′ |
| 37.        | Violonbass                      | 16′ |
| 38.        | Subbass                         | 16′ |
|            | Gedacktbass (= Transm. Nr. 13)0 | 16′ |
| 39.        | Octavbass                       | 8′  |
| 40.        | Cello (= Ext. Nr. 37)           | 8′  |
| 41.        | Gedackt (= Ext. Nr. 38)         | 8′  |
| 42.        | Octave (= Ext. Nr. 39)          | 4′  |
| 43.        | Posaune                         | 16′ |
|            | Klarinette (= Transm. Nr. 28)   | 16′ |
| 44.        | Trompete                        | 8′  |

- Koppeln:
  - Normalkoppeln: II/I, III/I, III/II, EW/I, EW/II, EW/III, I/P, II/P, III/P, EW/P
  - Suboktavkoppeln: II/I, II/II, Solo/Solo, EW/EW
  - Superoktavkoppeln: II/I, II/II, Solo/Solo, EW/EW, II/P
- Spielhilfen: Solo Aequal ab, EW Aequal ab, Setzeranlage
- Anmerkungen:

1. ↑  Mit Windschweller.
2. ↑  Als Auxiliar ohne eigene Klaviatur, untergebracht hinter der Tür rechts neben der Ostlünette.
3. ↑  C–H akustisch aus 10 2⁄3′+Nr. 38, ab c Oktavtransmission von Nr. 38.

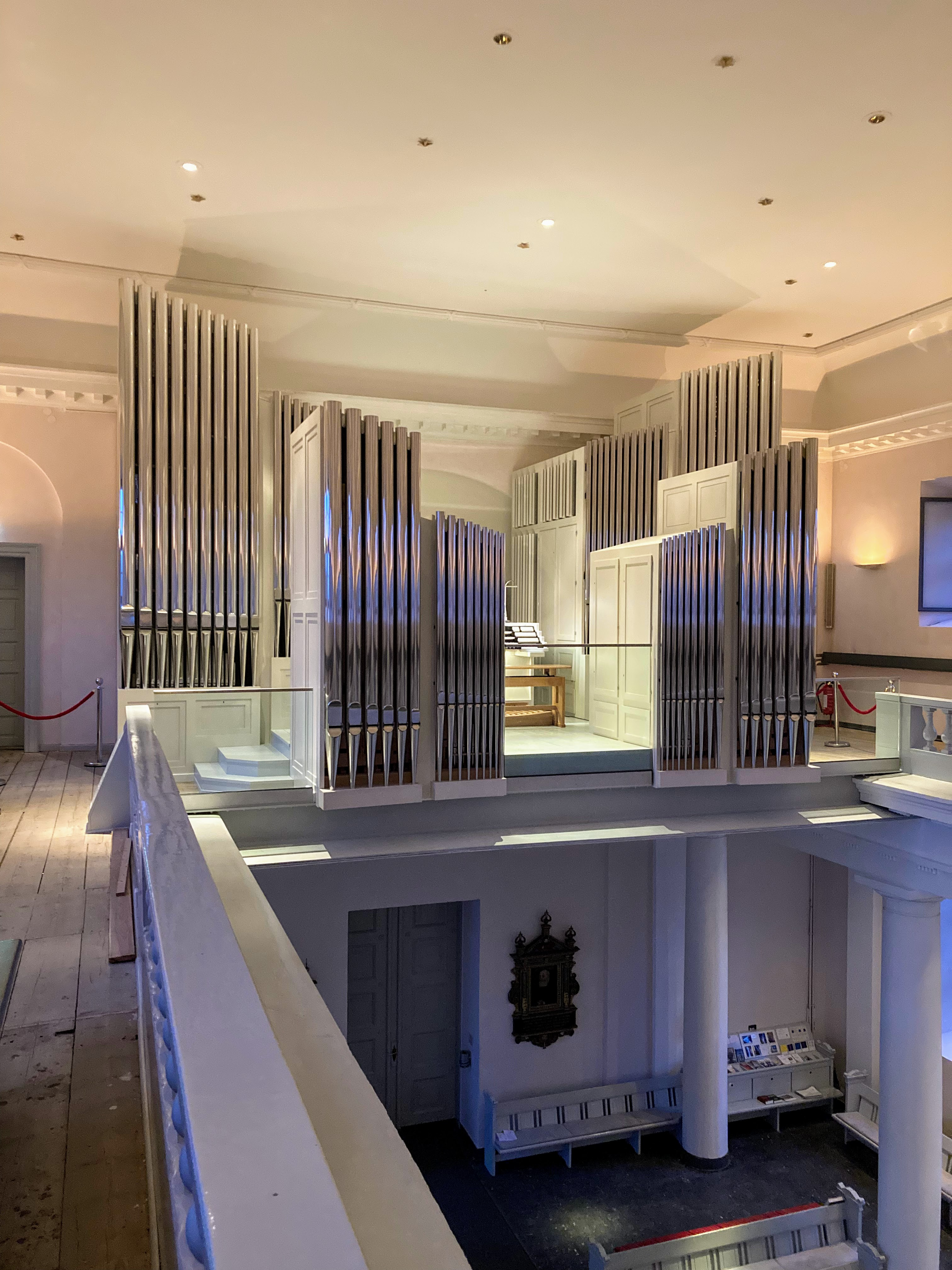
Prospekt
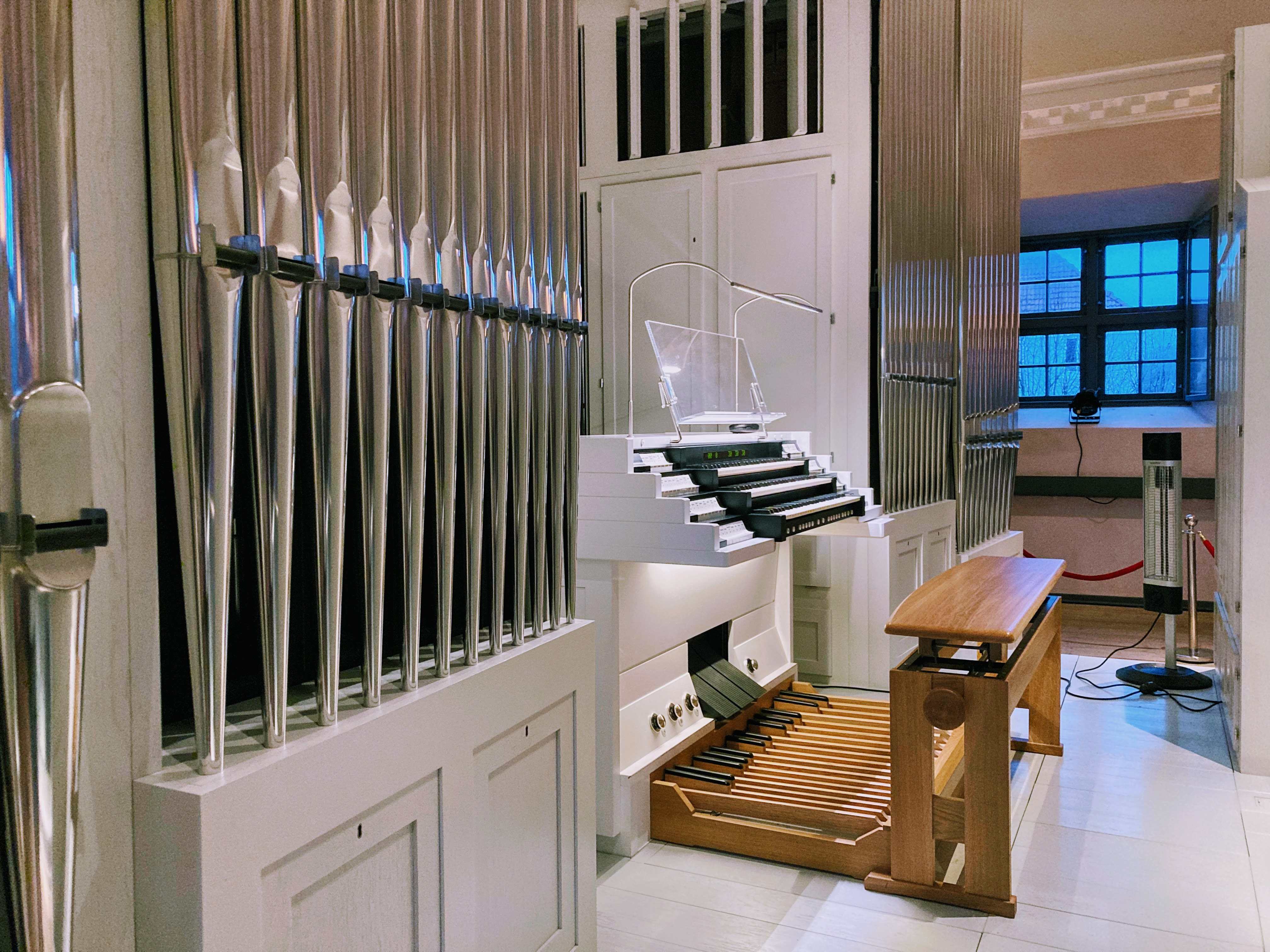
Blick zum Spieltisch
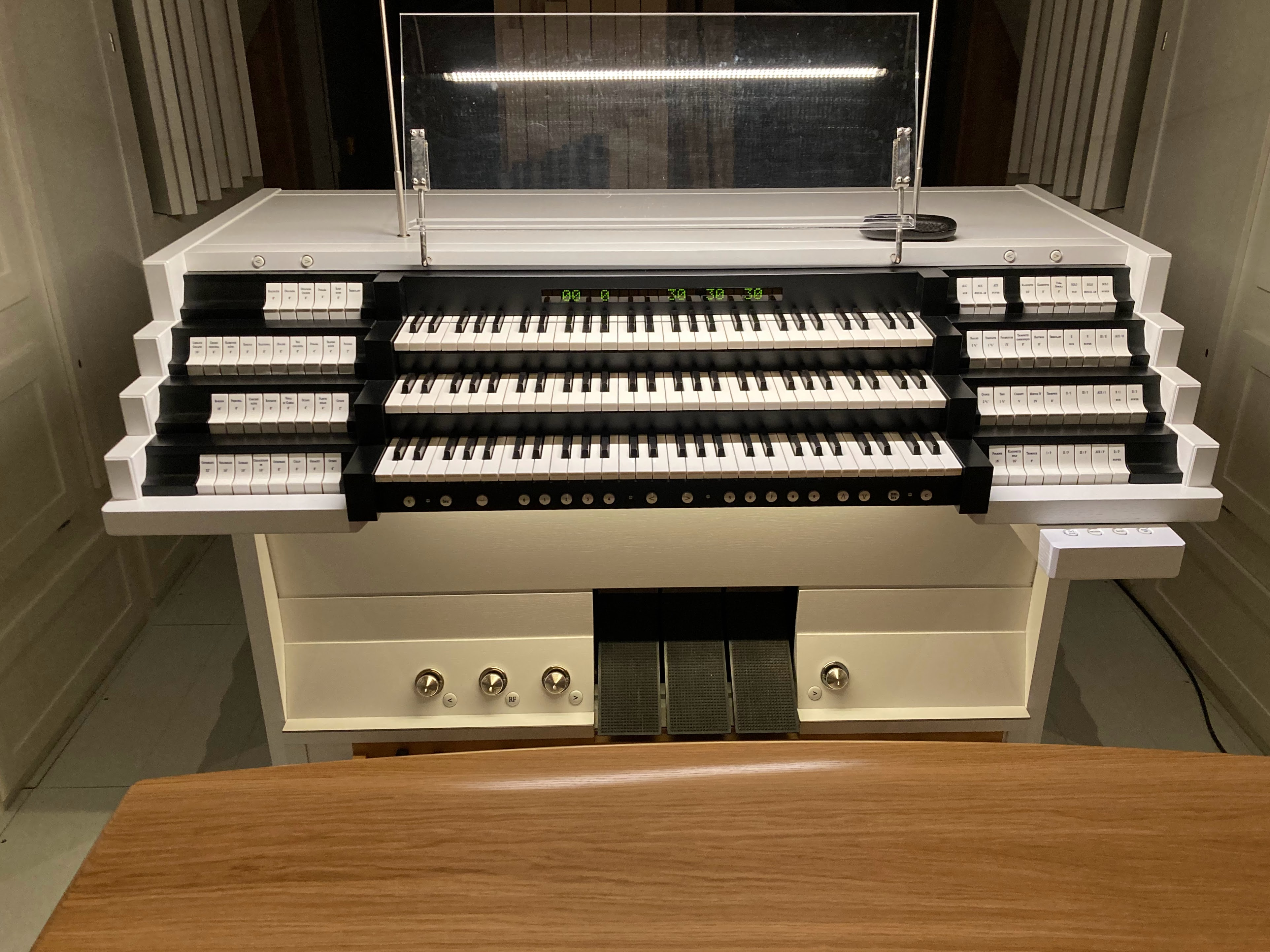
Spieltisch
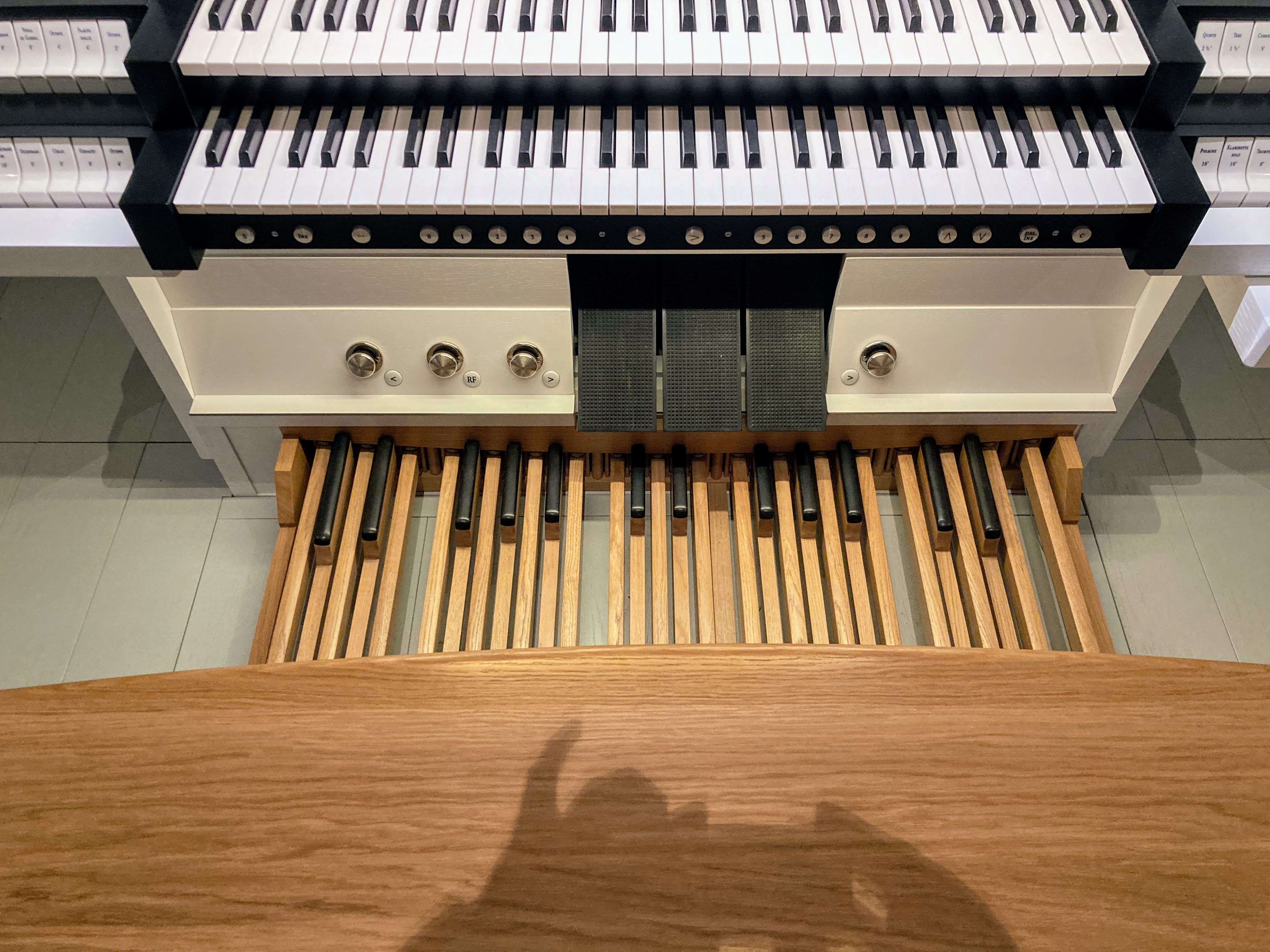
Klaviaturen
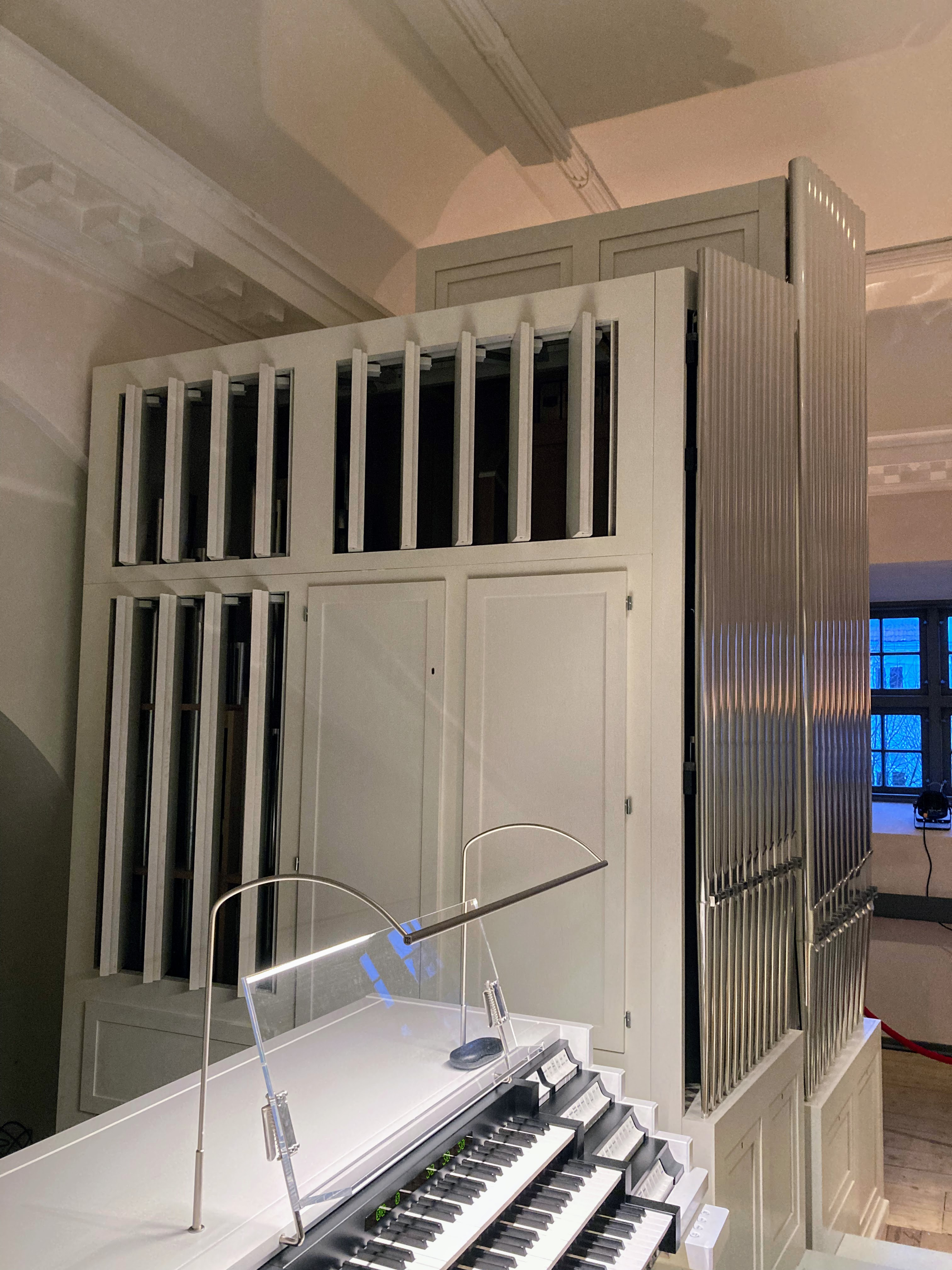
Schwell- und Pedalwerk rechts
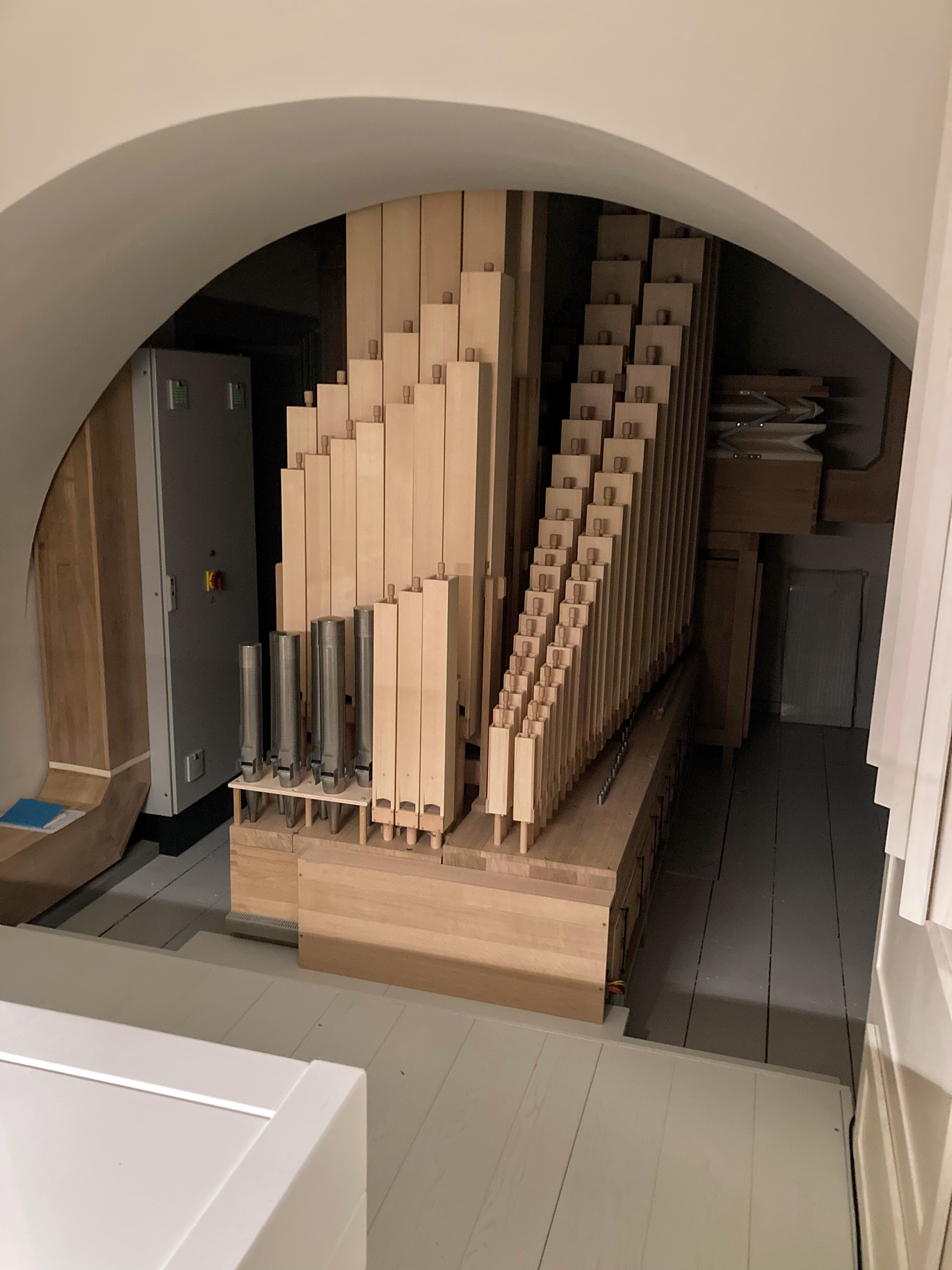
Westlünette mit Windanlage und Holzpfeifen des Pedals

## Geläut
Im Turm der Marienkirche hängt ein mittelalterliches Geläut, welches unter Denkmalschutz steht. Es besteht aus zwei gotischen Glocken aus dem Jahr 1506, einer barocken Glocke aus dem Jahr 1729 und zwei Uhrenglocken aus den Jahren 1604 bzw. 1606. Bei der Sanierung des Kirchturms vor dem Einbau der neuen Orgel wurden an dem Stahlglockenstuhl aus dem letzten Jahrzehnt des 19. Jahrhunderts derart schwerwiegende Sicherheitsmängel festgestellt, dass die gesamte Glockenanlage 2020 stillgelegt werden musste und vorübergehend durch das Abspielen einer Aufnahme des Geläuts via Lautsprecher ersetzt wurde. Seit 2021 hängen alle Glocken in einem neuen Holzglockenstuhl.

## Pastoren
Die erst 1448 selbständig gewordene Gemeinde hatte vor der Reformation mehrere Nebenaltäre, an denen mehrere Altaristen Dienst Messen hielten. Nach der Einführung der Reformation 1527 hatte die Marienkirche bis 1794 drei Prediger, danach gab es nur noch zwei. Ab 1792 war die Marienkirche Sitz des Propstes der neugeschaffenen Propstei Husum, der zugleich Hauptpastor war. Bekannte Pastoren waren:
- Dietrich Becker / Theodericus Pistoricus († spätestens 1533) erhielt 1525 von König Friedrich I. einen Schutzbrief als erster evangelische Prediger. 1527 wurde er Archidiakon.
- Hermann Tast (~1491–1551), von 1527 bis 1551 erste evangelische Hauptpastor, war möglicherweise zuvor Vikar an einem der Nebenaltäre gewesen. Ein zu seinem Gedächtnis 1903 „neugestiftetes“ Bild hängt in der Kirche.
- Petrus Bockelmann (1505–1576) war von 1552 bis zu seinem Tod Hauptpastor. Sein Epitaph hängt in der Kirche.
- Peter Danckwerth (1580–1652), ein Onkel von Caspar Danckwerth, 1615 Diakon, 1616 Archidiakon und von 1618 bis zu seinem Lebensende Hauptpastor[32]
- Johann Melchior Krafft (1673–1751), ab 1709 Archidiakon, von 1712 bis zu seinem Lebensende Hauptpastor
- Friedrich Wilhelm Wolfrath (1757–1812), von 1795 bis 1799 Hauptpastor und Propst
- Der spätere Bischof von Schleswig, Alfred Petersen (1909–2004), Mitglied der Bekennenden Kirche, war 1939–1951 Pastor in Husum, unterbrochen von Kriegseinsatz und -gefangenschaft 1940–1946.
- Friedemann Magaard, seit 2018

## Kirchenmusiker
- 1689–1697: Nicolaus Bruhns
- Seit 2005: Kai Krakenberg